# 平成30年7月豪雨

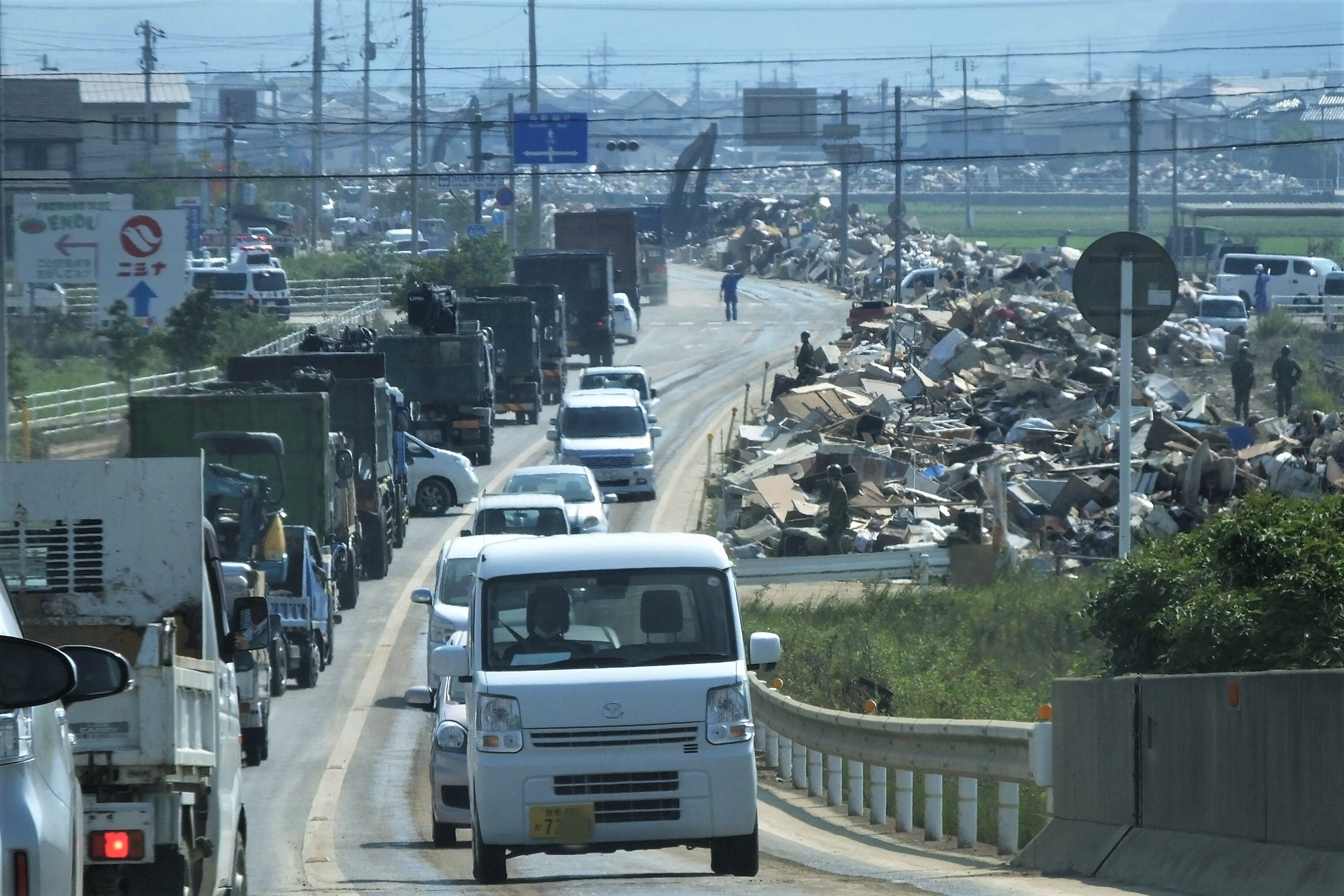
大きな被害を受けた岡山県倉敷市真備地区の様子（2018年7月14日）

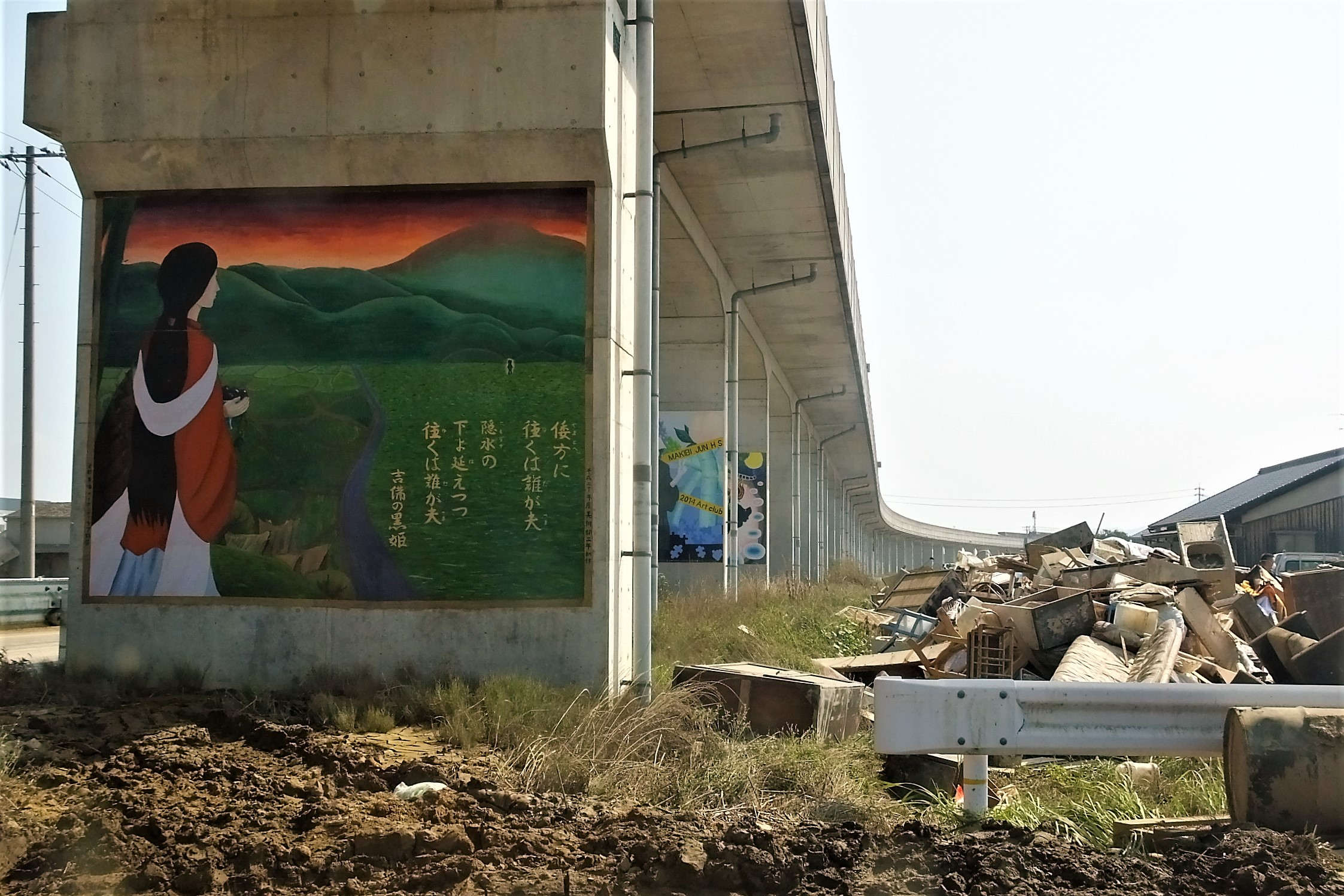
倉敷市真備地区は河川氾濫により特に被害が大きく各所にがれきの山ができた。

平成30年7月豪雨（へいせい30ねん7がつごうう）は、2018年（平成30年）6月28日から7月8日にかけて、西日本を中心に北海道や中部地方を含む全国的に広い範囲で発生した、台風7号および梅雨前線等の影響による集中豪雨。同年7月9日に気象庁が命名した。別称、西日本豪雨。

## 概要

7月3日から9日までのレーダー画像

6月29日に発生した台風7号は、太平洋高気圧の外側を回り込むように7月4日にかけて東シナ海を北上し、九州地方では台風の影響による雨が7月3日ごろから降り続いた。台風は対馬海峡付近で進路を北東に変えて日本海上に抜けた が、太平洋高気圧が張り出した影響で梅雨前線が7月2日から4日頃に北海道に停滞し、北海道の広範囲で雨量が7月の月降水量の平年値を超えた。その後、太平洋高気圧が南東に移動したことで梅雨前線が南下。7月5日から8日にかけて梅雨前線が西日本付近に停滞し、そこに台風8号などから大量の湿った空気が流れ込んだため、西日本から東海にかけて大雨が連日続いた。梅雨前線は9日に北上して活動を弱めるまで日本上空に停滞。西日本から東日本にかけて広い範囲で記録的な大雨となった。
7月6日17時10分に長崎・福岡・佐賀の3県に大雨特別警報が発表され、続いて19時40分に広島・岡山・鳥取、22時50分に京都・兵庫と、1日で8府県に大雨特別警報が発表された。さらに翌7日12時50分には岐阜県、翌8日5時50分には高知、愛媛の2県にも大雨特別警報が発表され、最終的に運用を開始して以来最多となる計11府県で大雨特別警報が発表された。
この豪雨により、西日本を中心に多くの地域で河川の氾濫や浸水害、土砂災害が発生し、死者数が200人を超える 甚大な災害となった。また、全国で上水道や通信といったライフラインに被害が及んだほか、交通障害が広域的に発生している。平成に入ってからの豪雨災害としては初めて死者数が100人を超え、「平成最悪の水害」と報道された。さらに、昭和にさかのぼっても1982年に300人近い死者・行方不明者を出した長崎大水害（昭和57年7月豪雨）以降、最悪の被害となった。
気象庁による分析によると、7月5日以降の豪雨の原因は次に掲げることが考えられる。
1. 日本の北にあるオホーツク海高気圧が非常に発達し、南東にある太平洋高気圧も強まったため、その間に挟まれた梅雨前線が停滞・強化されたこと。
2. 対流活動が盛んになっていた東シナ海付近からの南東風と、太平洋高気圧の縁を回る南風が強まり、二方向から梅雨前線に向かって流れ込んだ湿った空気が西日本付近で合流し、極めて大量の水蒸気がもたらされたこと。

二つの高気圧が強まったのには、寒帯前線ジェット気流と亜熱帯ジェット気流が大きく蛇行していたことが影響しており、この気流の蛇行はその後の日本付近の記録的高温にも影響した。また、九州から東海にかけて15箇所で線状降水帯が発生し、それによって局地的にさらに雨量が多くなった地域があった。

## 名称
一連の豪雨について、2018年7月9日に気象庁が「平成30年7月豪雨」と命名している。西日本を中心に北海道や中部地方など被害が広範囲となったため、地域名を入れない形での命名となった。気象庁が豪雨で名称をつけるのは、2017年の「平成29年7月九州北部豪雨」以来である。
一方、報道機関等では気象庁による命名前から、単に「西日本豪雨」と称している事例が多く、気象庁の命名後も「西日本豪雨」の名称を継続して用いている報道機関が多い。マスメディアが当該豪雨に関して事実上の命名をするのは極めて異例である。
とりわけ、NHKは豪雨発生の早い時期から一貫して「西日本豪雨」の名称を使用している。これは、正式名称の「平成30年7月豪雨」では甚大な被害を受けた地域が分からないためである。

## 雨量の記録

6月28日0時から7月8日24時の期間降水量

気象庁により暫定公表された観測データによれば、6月28日0時から7月8日9時までの総降水量はところにより四国地方で1,800ミリ、中部地方で1,200ミリ、九州地方で900ミリ、近畿地方で600ミリ、中国地方で500ミリを超えた。これまでの豪雨の事例に比べ、広い地域で2日間あるいは3日間の雨量が多いのが特徴で、西日本から東海地方にかけての地域を中心に、多くの地点で48時間、72時間雨量の観測史上最大値を更新した。
7月上旬（1日〜10日）に全国のアメダスで観測された降水量は、1地点あたり216.8ミリで、比較可能な1982年以降の旬ごとの降水量で最大であった。3日間の降水量でも、7月5日から7日までで、全国で平均145.5ミリ、中国地方（山口県を除く）で平均292.2ミリで、どちらも1982年以降最大であった。気象庁は「今回の豪雨が過去の豪雨災害と比べて、極めて大きなものであった」とコメントしている。
| 府県                         | 総降雨量   |
| ---------------------------- | ---------- |
| 長野県王滝村御嶽山           | 1,111.5 mm |
| 岐阜県郡上市ひるがの         | 1,214.5 mm |
| 京都府福知山市坂浦           | 594.5 mm   |
| 兵庫県篠山市後川             | 617.0 mm   |
| 鳥取県八頭郡智頭町智頭       | 537.0 mm   |
| 岡山県苫田郡鏡野町恩原       | 565.5 mm   |
| 広島県山県郡安芸太田町内黒山 | 570.5 mm   |
| 徳島県那賀町木頭             | 1,365.5 mm |
| 愛媛県西条市成就社           | 965.5 mm   |
| 高知県安芸郡馬路村魚梁瀬     | 1,852.5 mm |
| 福岡県福岡市早良区早良脇山   | 859.0 mm   |
| 佐賀県佐賀市北山             | 904.5 mm   |
| 長崎県雲仙市雲仙岳           | 697.5 mm   |
| 宮崎県えびの市えびの         | 995.5 mm   |

| 観測地点     | 雨量 （mm） | 時刻           | それまでの 観測史上最大 | それまでの 観測史上最大 |
| 観測地点     | 雨量 （mm） | 時刻           | 雨量                    | 日付（時刻省略）        |
| ------------ | ----------- | -------------- | ----------------------- | ----------------------- |
| 岐阜県高山市 | 490         | 7月7日17時00分 | 384                     | 2014年8月18日           |
| 滋賀県彦根市 | 274         | 7月8日0時40分  | 249                     | 1976年9月11日           |
| 京都府舞鶴市 | 438.5       | 7月8日7時50分  | 337.5                   | 2017年10月25日          |
| 兵庫県神戸市 | 435         | 7月8日0時40分  | 300.5                   | 2015年7月19日           |
| 岡山県津山市 | 428.5       | 7月8日05時10分 | 389                     | 1976年9月12日           |
| 広島県福山市 | 392.5       | 7月8日9時20分  | 305                     | 1976年9月13日           |
| 広島県広島市 | 444         | 7月8日9時20分  | 340                     | 1985年6月25日           |
| 広島県呉市   | 465         | 7月8日8時50分  | 281                     | 1983年9月28日           |
| 愛媛県松山市 | 360.5       | 7月8日8時00分  | 329                     | 1979年6月30日           |
| 高知県宿毛市 | 493.5       | 7月8日15時20分 | 488                     | 2011年7月20日           |

## 被害・影響

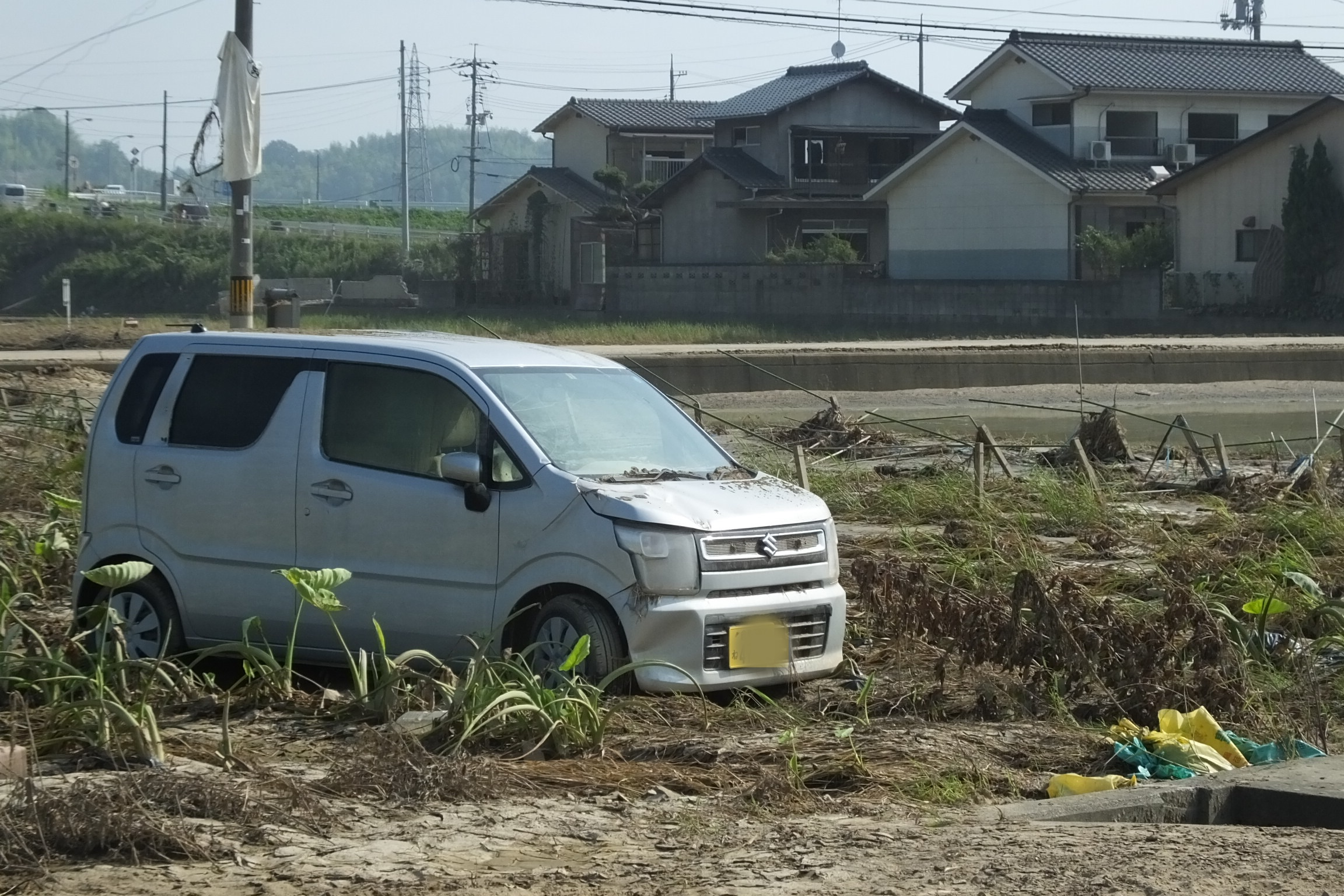
死者・行方不明者が全国で2番目に多かった岡山県（64人）倉敷市真備地区の被災の様子

西日本を中心に、河川の氾濫や洪水、土砂災害などの被害が発生している。以下は2019年8月20日13時現在の消防庁による被害状況の集計である（7月下旬の台風12号による被害を含む）。
- 死者263人
- 行方不明者8人
- 負傷者484人（重傷141人、軽傷343人）
- 住家の全壊6783棟、半壊1万1346棟、一部破損4362棟、床上浸水6982棟、床下浸水2万1637棟
- 公共建物の被害720棟、その他の非住家被害6100棟

| 1 5 2 1 64 114 27 3 4 2 1 2 都道府県ごとの人的被害の分布（8月8日時点・消防庁による）。 · は死者・行方不明者のあった府県、数字はその人数。死者・行方不明者が特に多かったのは広島県（114人）、岡山県（64人）、愛媛県（27人）の3県となっている。 · はそれ以外で負傷者のあった都府県。 | |
| 都道府県ごとの住家被害の分布（8月8日時点・消防庁による）。 · は全壊、は半壊。 · 棟数凡例 · 1 - 9 · 10 - 49 · 50 - 99 · 100 - 499 · 500-999 · 1000 - 1999 · 2000 - 3999 · 4000以上                                                                                                  | 都道府県ごとの住家浸水被害の分布（8月8日時点・消防庁による）。 · は床上浸水、は床下浸水。 · 棟数凡例 左の図と同じ |

### 被害状況
（以下、年・月を省略した日付は、2018年（平成30年）・7月のものとする）

#### 広島県

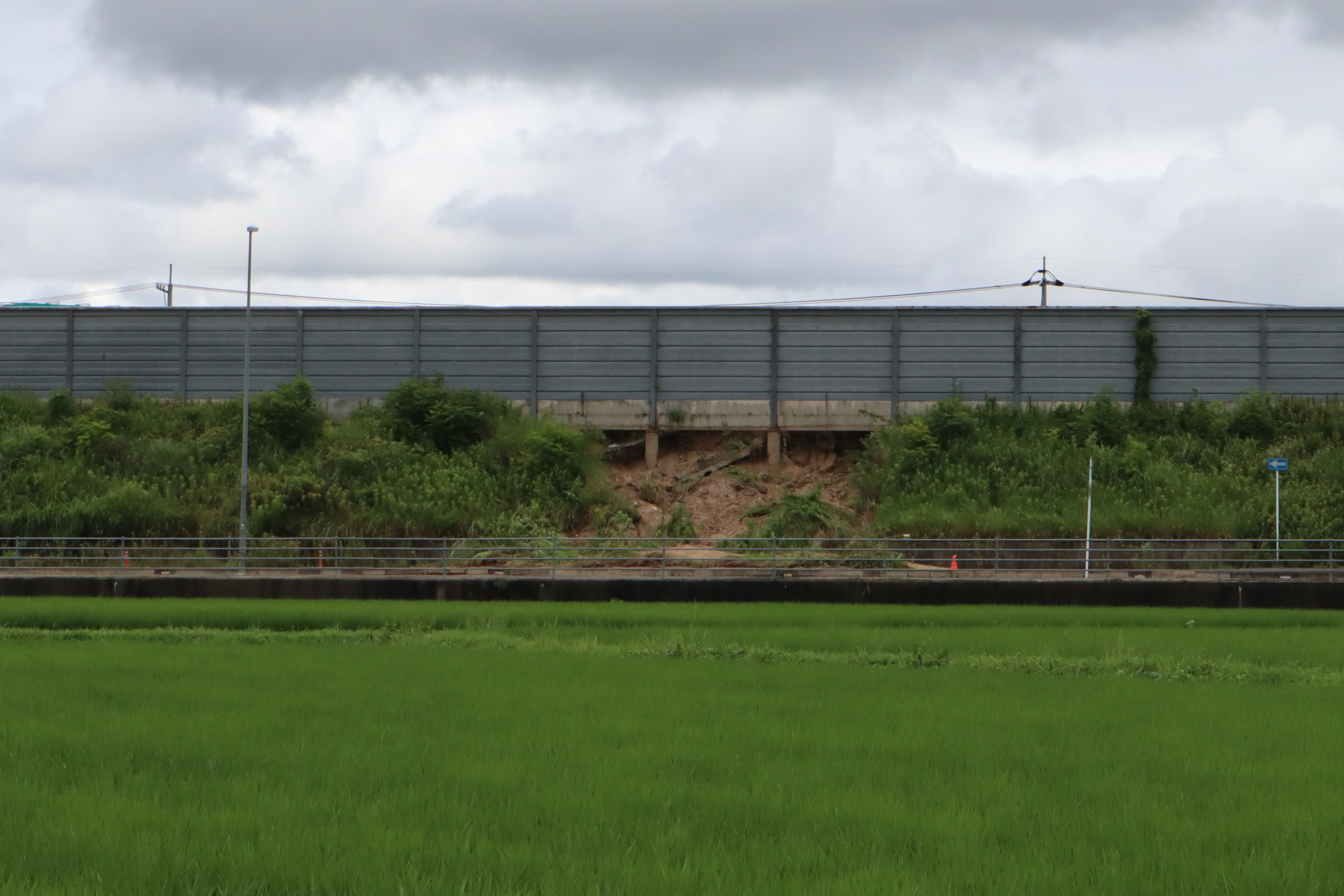
法面が崩落した国道2号西条バイパス（広島県東広島市）

広島県では、土砂崩れや浸水による被害が相次いだ。県の南部では土石流・土砂崩れが5,000箇所以上で発生（16日）。通常は崩落しにくい山頂部の崩壊も多発し、豪雨の凄まじさを裏付けた。県の住宅被害は浸水も含めると19日までに、38,000棟に及んでいる。
安芸郡熊野町川角では、住宅の裏山が崩れて斜面沿いの住宅に押し寄せ、12人が死亡した。
広島市では、23人が死亡、2人が行方不明となっている。安芸区矢野東では、土砂崩れにより約20棟の住宅が倒壊 ほか、矢野川では土石流により死者も出た。安佐北区でも土砂崩れにより3人が死亡した ほか、東区馬木でも土砂災害が発生し、1人が死亡した。広島市の被災現場では花崗岩が風化した真砂土を含む土砂が多く見られ、京都大学防災研究所准教授の竹林洋史によれば、2014年に広島市で発生した土砂災害と同様に真砂土が被害を拡大させる一因になったという。
安芸郡坂町小屋浦地区の天地川では土石流が砂防堰堤を破壊し、大量の土砂が住宅を襲い15人が死亡、1人が行方不明。また坂町中心部の坂駅付近が冠水した。
呉市では土砂崩れなどにより24人が死亡。呉市と広島市や東広島市がつながる道路が寸断され、JR呉線も不通となったため、人口21万人の全市域が陸路を失って孤立状態となり、呉港と広島港を結ぶ海路の利用が増えた。安浦町では約58haにわたって浸水し、760戸の住宅で被害が出た。野呂川上流の野呂川ダムにおける緊急放流操作が被害に影響を及ぼした可能性が指摘されていて、検証が進められている。呉署員2人が住民に避難するよう誘導する最中、濁流に呑まれ殉職した。
東広島市河内町で、土石流が砂防ダムを超えて集落を襲った。同市西条町下三永では裏山が崩れて住宅が数十メートル流された。同市安芸津町木谷でも住宅が土砂に埋まった。東広島市では12人が死亡した。東広島署警部補が災害対応応召の中途、土砂崩れに遭い殉職した。
三原市では土砂崩れで住宅が押し潰されたほか、本郷町で沼田川とその支流が氾濫し約700ヘクタールが浸水するなど8人が死亡した。
竹原市では東野町と新庄町、港町の土砂崩れなど6人が死亡、4人が負傷した。市内を流れる賀茂川の氾濫もあり全壊35件、建物床上浸水35件、床下浸水232件の被害が出た。呉市同様、呉線や東広島市や呉市、三原市とつながる道路も寸断されたため一時孤立状態になった。
福山市では駅家町で農業用ため池が決壊し土砂崩れに巻き込まれるなど2人が死亡した。芦田川や手城川の支流では内水氾濫が発生したとみられ、市内の約20平方キロメートルが浸水した。
安芸郡府中町では晴天下の10日11時頃、榎川が氾濫し町内の10ヘクタールが浸水、川沿いの幼稚園で園児180人が一時取り残されるなど、緊急の救助活動が行われた。堤防が決壊した形跡はなく、上流にある砂防ダムから水があふれ、川の水量が増え、大雨で上流から流れ着いた流木や土砂が、流れが蛇行する場所や橋げたに滞留して川がせき止められ、水があふれ出したとみられる。
以上のほか18日までに、府中市、安芸高田市、尾道市の各市町で各2人、安芸郡海田町で1人の死亡が確認されている。
被害規模の大きい広島県では川に流される犠牲者が相次ぎ、海上保安庁広島海上保安部は18日までに海上で6人の遺体を収容。広島市安芸区から流されたと見られる2名を捜索しているがまだ発見されておらず、ほか行方不明者が残っている。

#### 岡山県

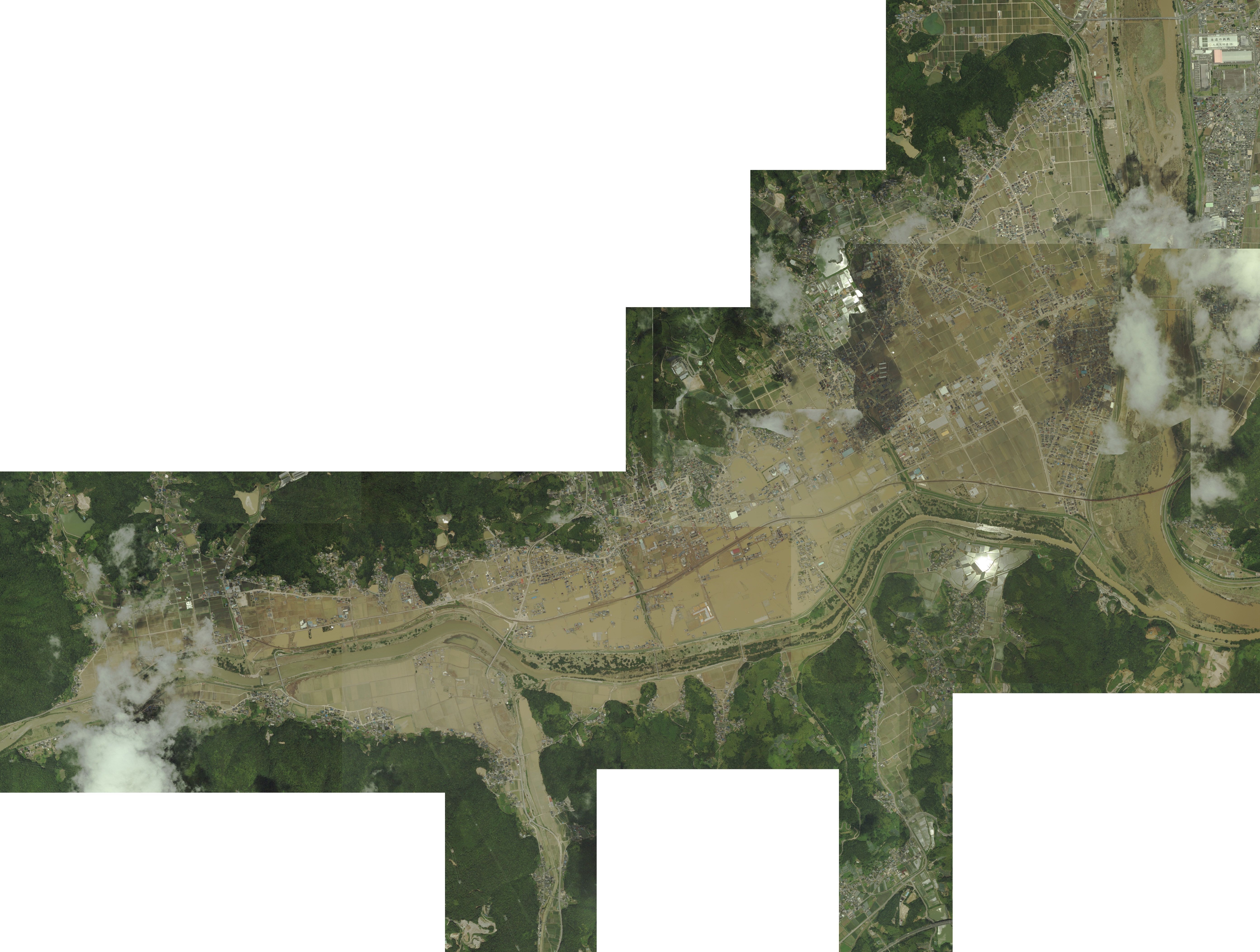
倉敷市真備地区の豪雨被害（空撮、7月9日）

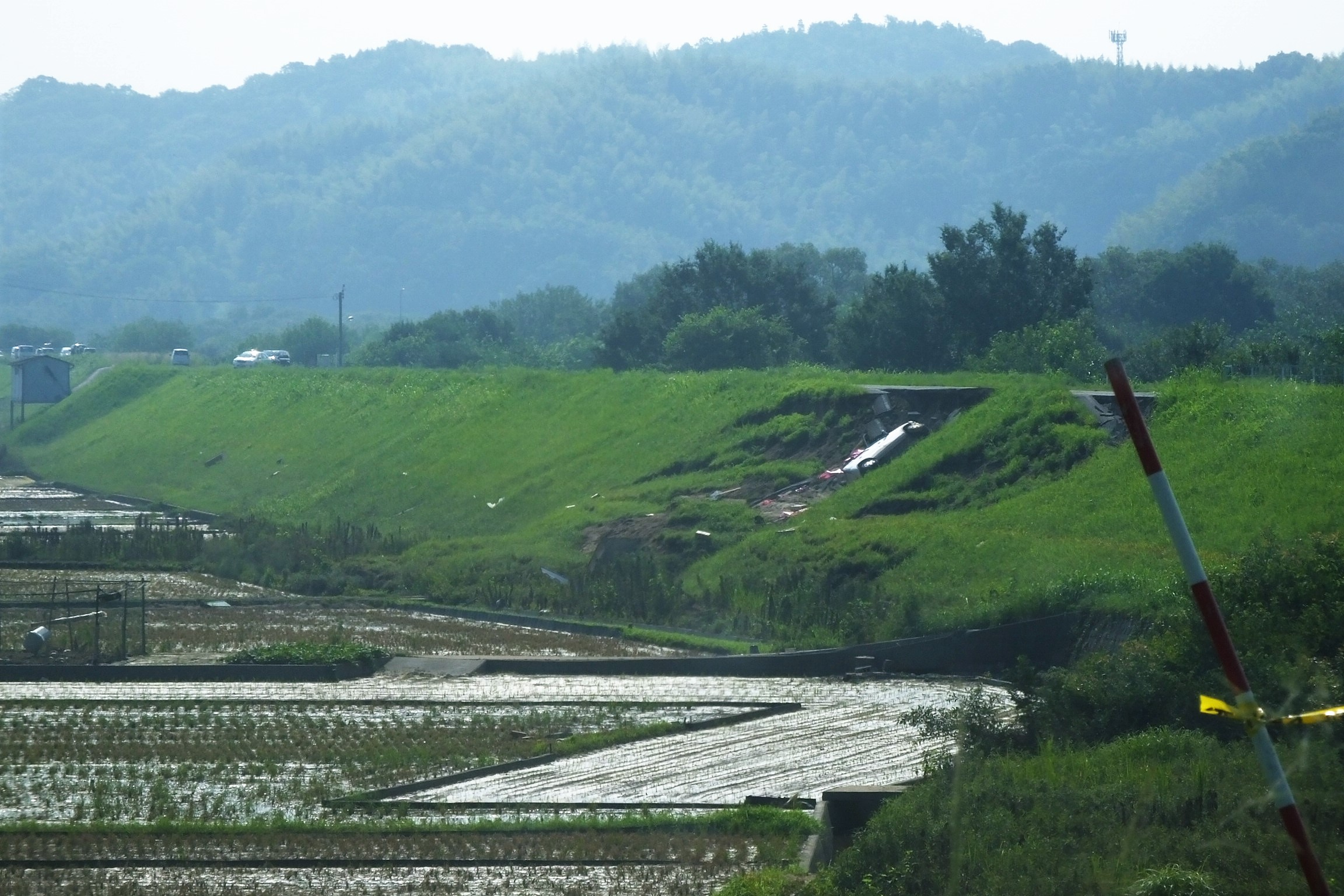
小田川決壊現場。自動車が決壊箇所に落ち込んでいる。

岡山県では河川の氾濫や堤防の決壊による浸水、土砂災害が相次いだ。全半壊・浸水家屋の数は19日時点で少なくとも14,000棟にのぼり、県内の風水害による被害としては戦後最悪となった。

##### 倉敷市の被害
倉敷市真備町では7日朝までに小田川と支流の高馬川などの堤防が決壊し、広範囲が冠水。真備町だけで51人が死亡し、ほとんどが水死とみられる。死者のうち43人は屋内で発見され、うち42人は住宅の1階で発見された。土木学会の調査によると、浸水の深さは南北1km・東西3.5kmの範囲で5メートルを超え、最大で5.4メートルに達したとみられる。浸水範囲は真備町の4分の1にあたる1,200ヘクタールに及んだ。国の調査委員会の見解によると、小田川では合流先の高梁川の増水に伴い水がせき止められるバックウォーター現象が発生し、越水により堤防の外側が削られ決壊したとみられる。真備町における堤防の決壊箇所は小田川で2箇所、支流の高馬川で2箇所、末政川で3箇所、真谷川で1箇所が確認され、小田川では他にも6箇所で法面の崩落が確認されている。
以下は、倉敷市真備町での洪水における行政対応の経過である。
- 6日22時00分 - 真備町全域に避難勧告
- 6日22時40分 - 倉敷市に大雨特別警報
- 6日23時45分 - 小田川南側に避難指示（緊急）
- 7日0時47分 - 国土交通省が小田川右岸で堤防から水があふれているという緊急速報メールを配信
- 7日1時30分 - 小田川北側に避難指示（緊急）
- 7日1時34分 - 国土交通省が高馬川で堤防の決壊を確認と公表したが、この日時が未確認情報であることが後日判明[59]
- 7日6時52分 - 国土交通省が小田川で堤防の決壊を確認

倉敷市では真備町以外の地域でも1人が死亡するなど浸水や土砂災害が相次ぎ、このうち同市広江では団地の裏山が崩れて約20棟が全半壊した。

##### 倉敷市を除く県内各地の被害

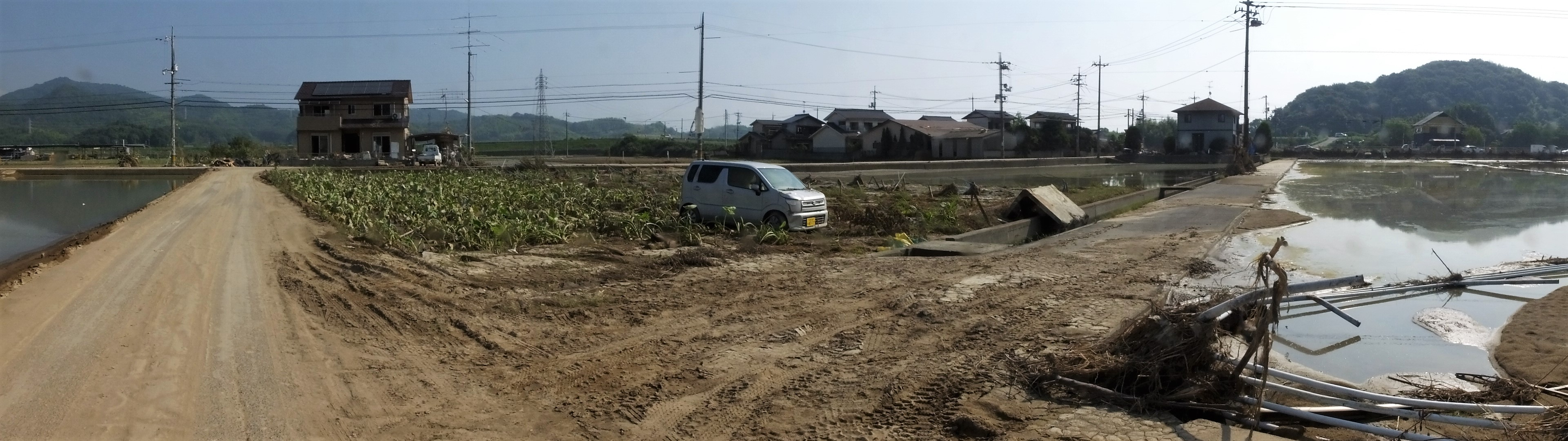
連日24時間体制での懸命な排水作業後に残った、乗用車と水溜り。 （2018年7月14日）
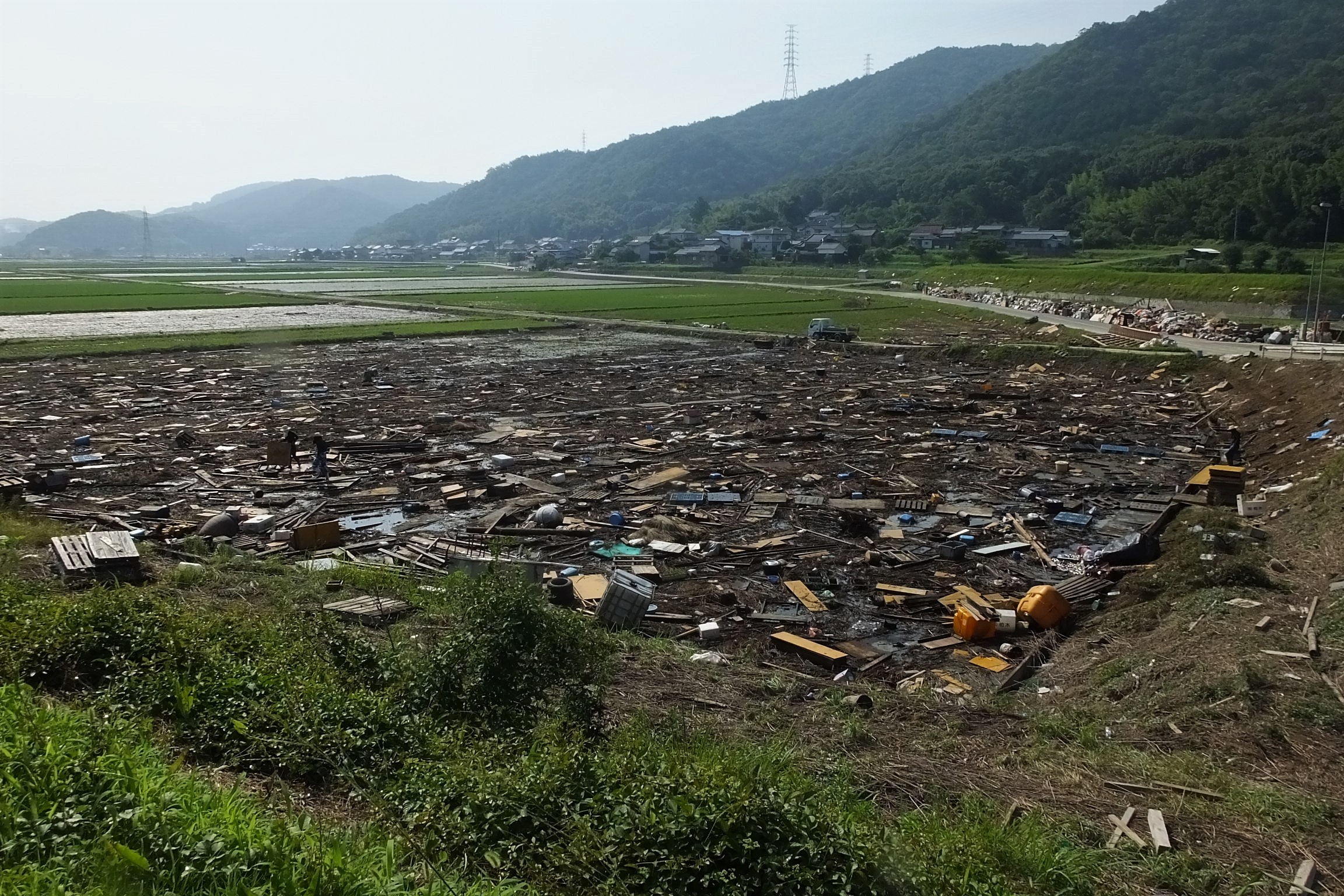
岡山市では河川の氾濫などによる浸水家屋の数が7,645棟に上ったほか、土砂災害も相次いだ[62]。東区沼では7日未明に旭川水系の砂川の堤防が決壊し、平島地区付近一帯の住宅2,230棟が浸水した[62][63]。岡山県の調査によると平島地区の浸水範囲は約750ヘクタール、浸水の深さは最大約1.5メートルに達したとみられる[63]。
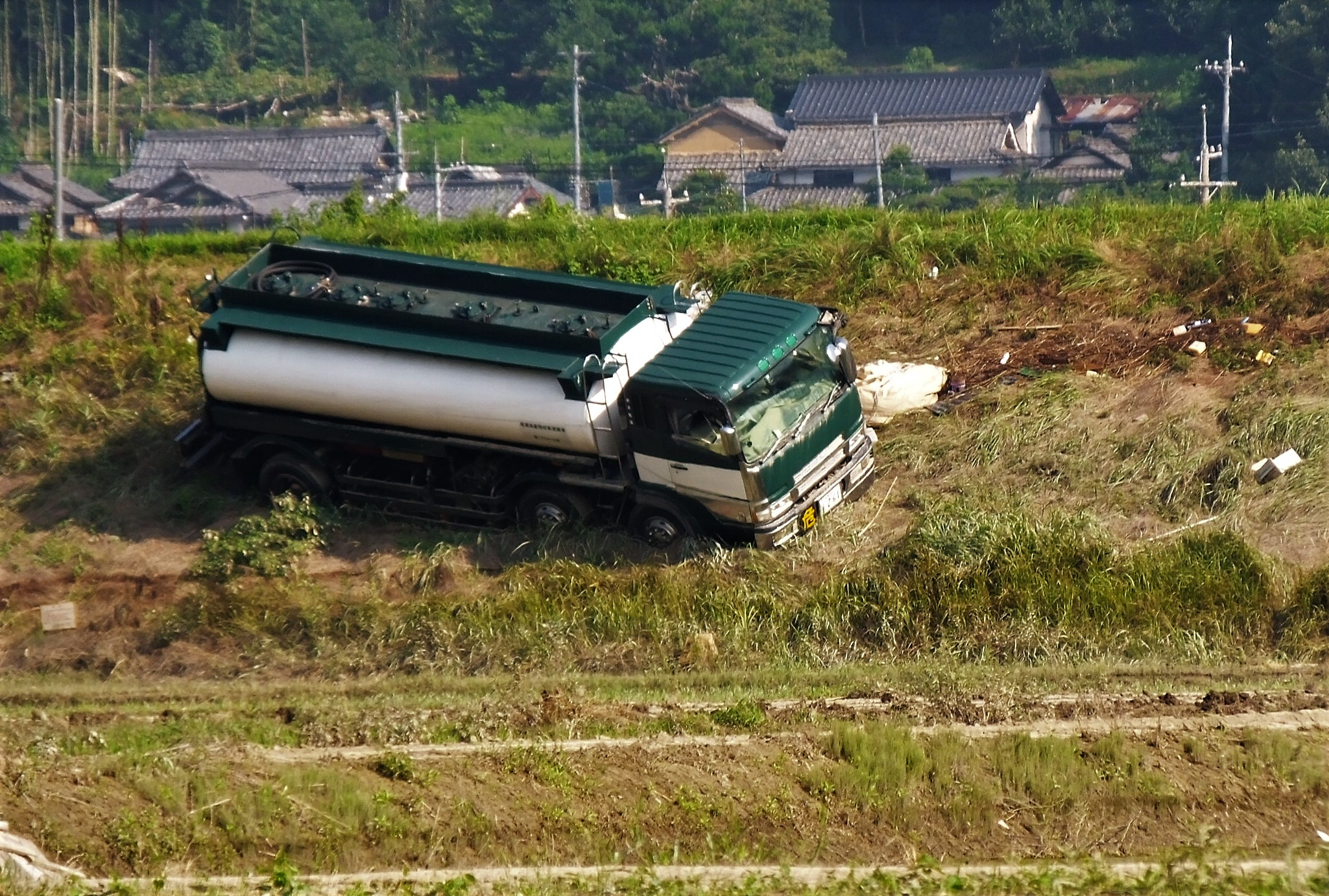
小田川堤防上で逃げ遅れ流されたタンクローリー車。 （2018年7月14日）
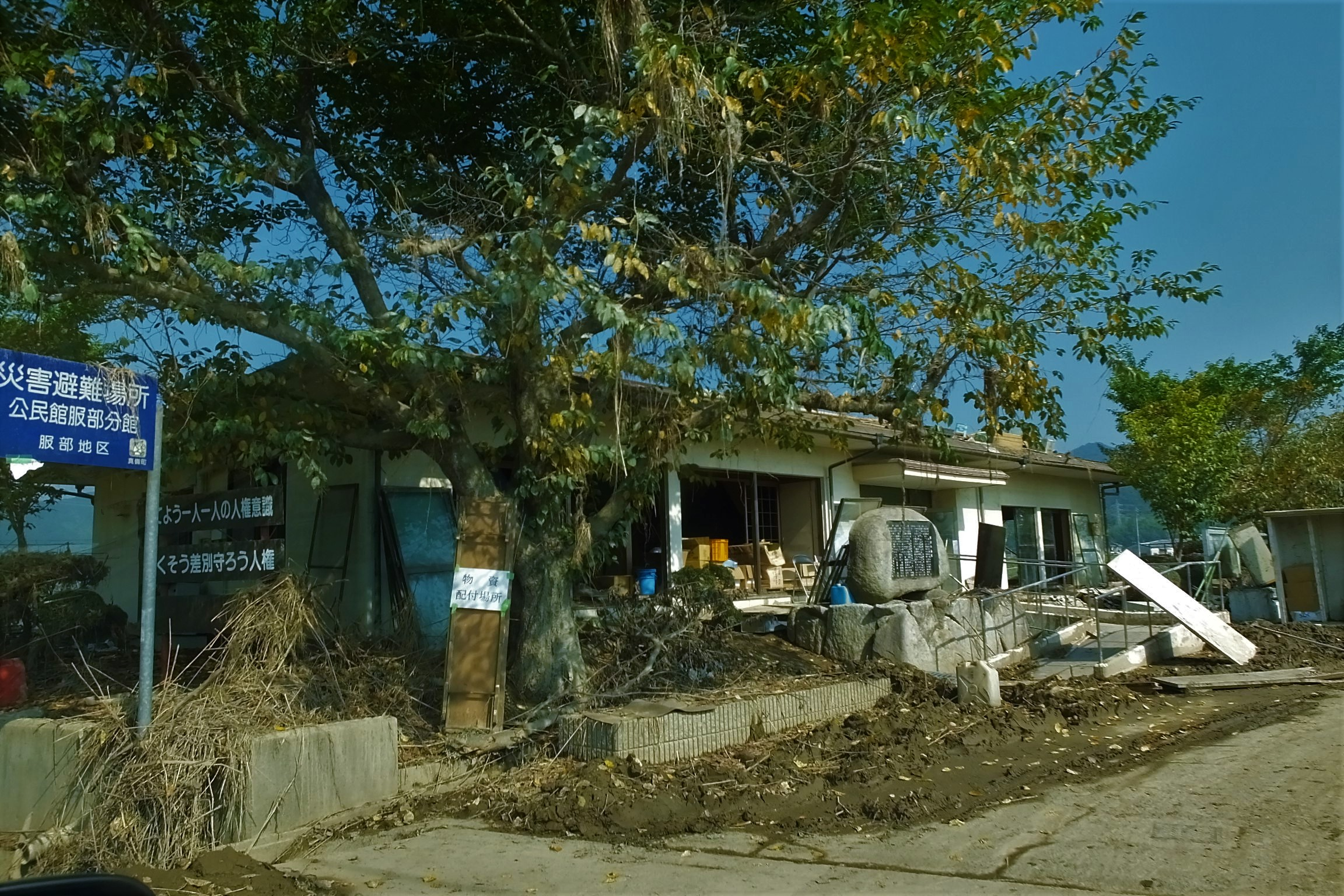
災害避難場所となっていた公民館服部分館。 （2018年7月14日）
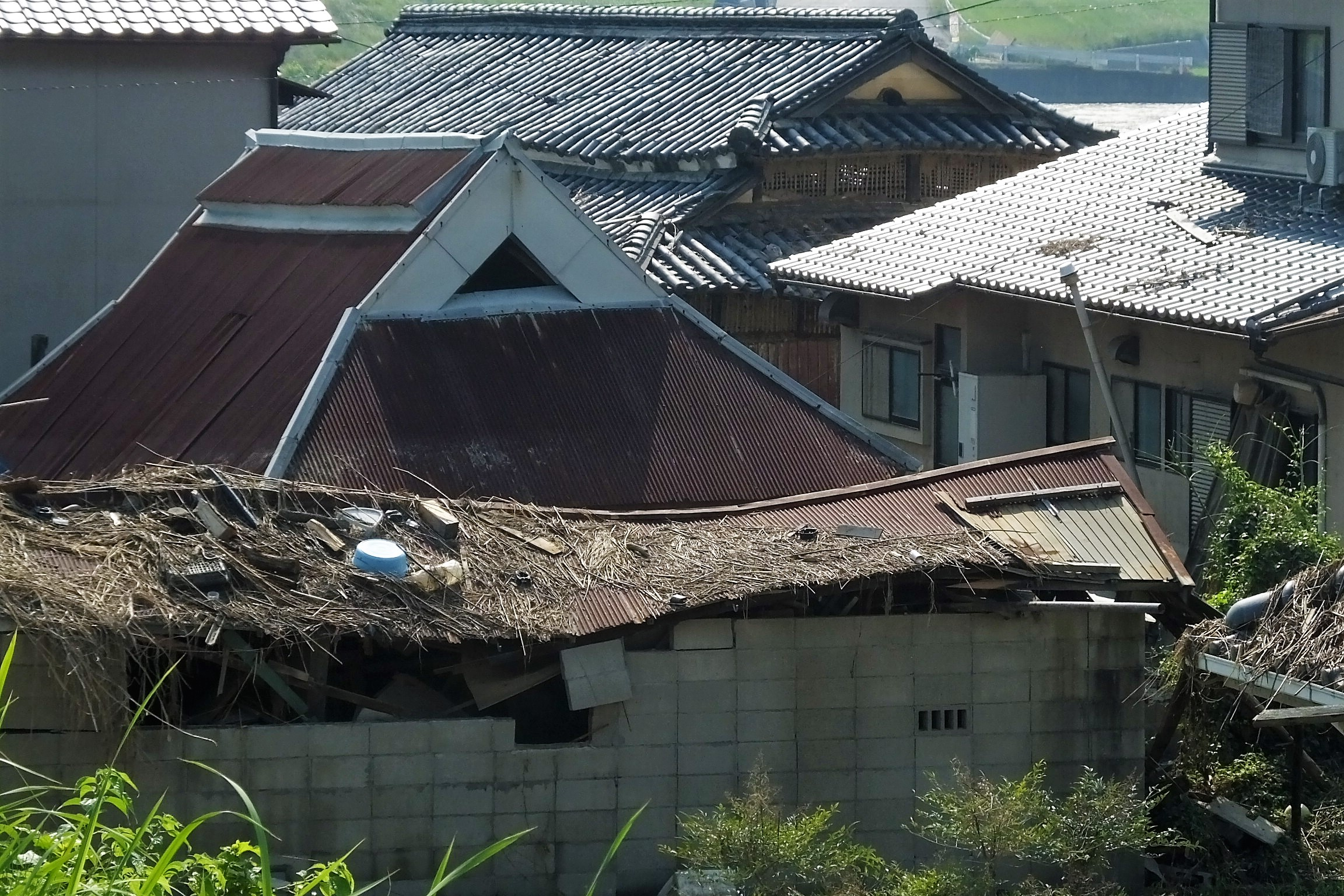
小田川の決壊で被害を受けた住宅群。 耐震性の低くなっていた茅葺屋根の古民家にトタンを巻いた住宅が陥没している。（2018年7月14日）
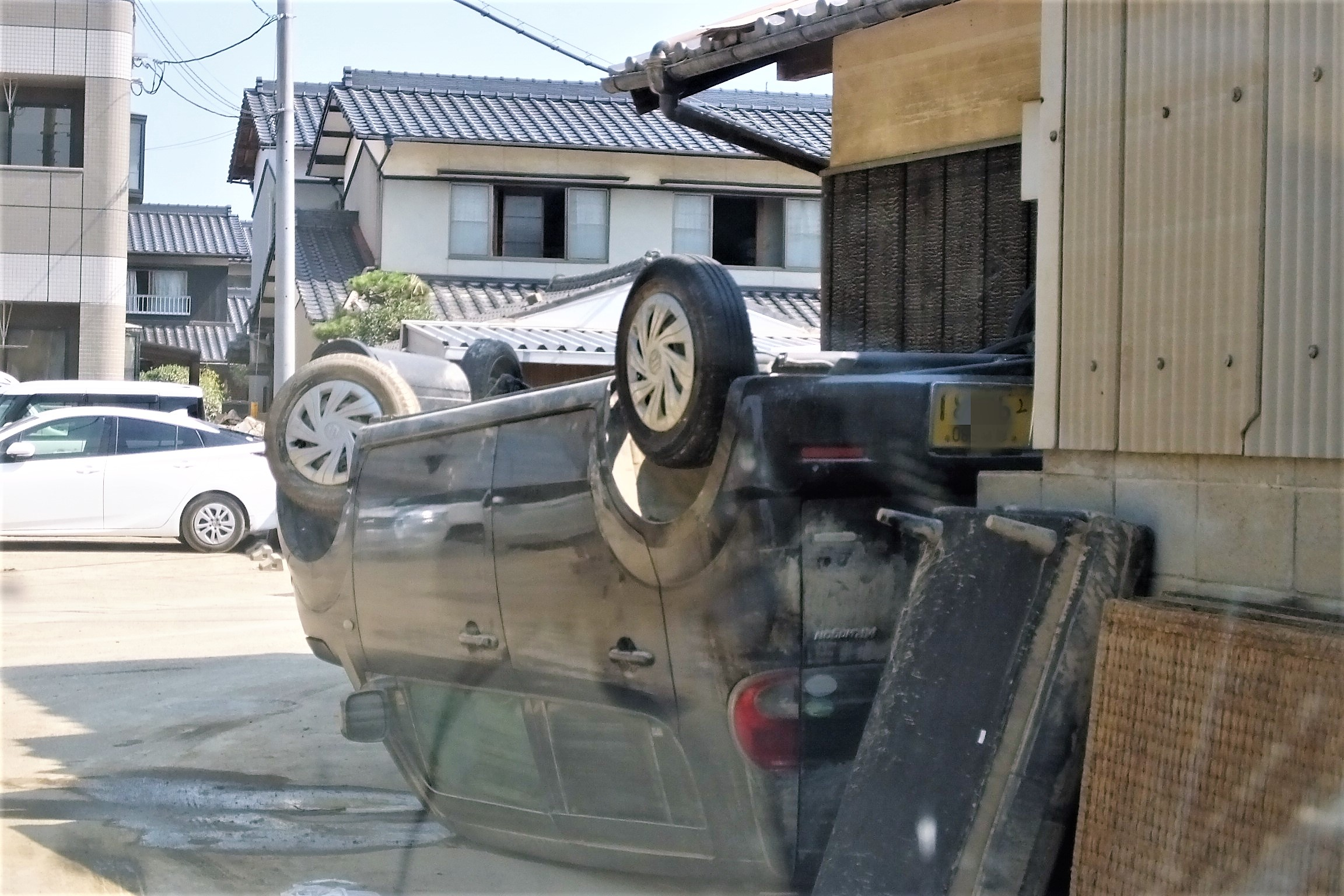
笠岡市茂平では7日朝、自動車部品会社の工場の裏山が崩れて土砂が流れ込み、6人が巻き込まれ2人が死亡[64]。このほか笠岡市内で1人が死亡し、笠岡市北部の北川地区などで約380棟が浸水した[65]。
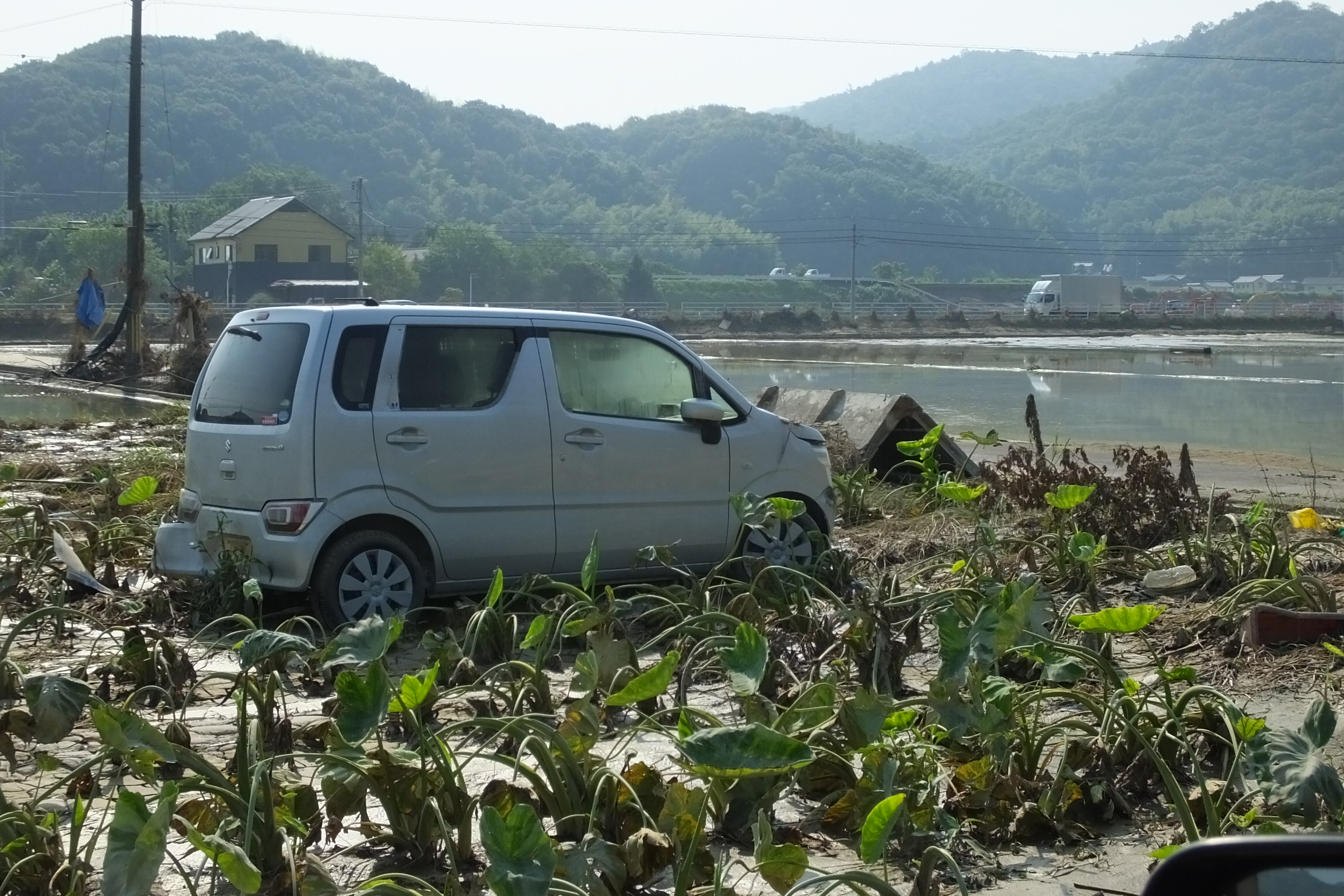
小田川の堤防決壊により甚大な被害が発生した。 （2018年7月14日）
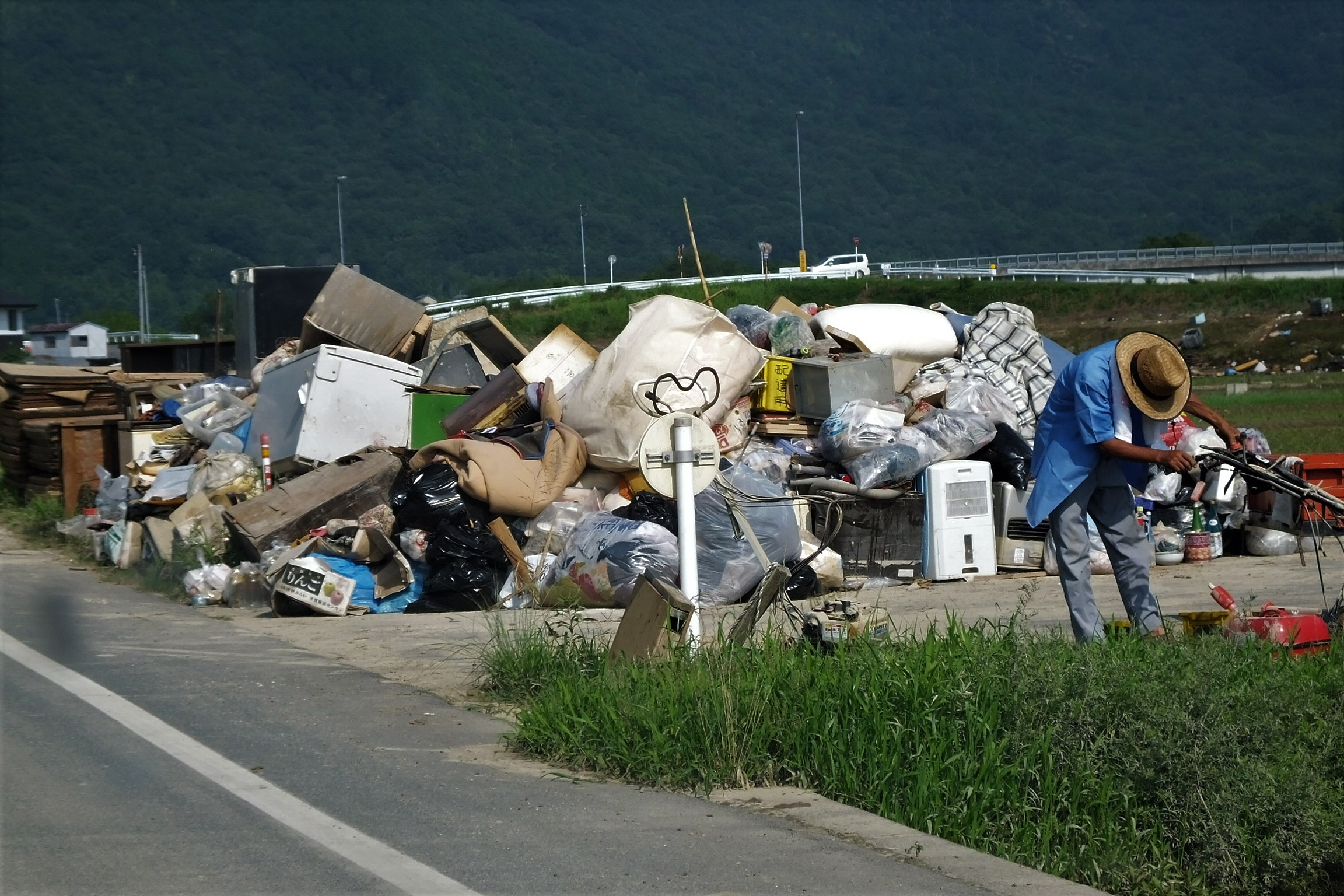
がれきの山とがれきを片付ける住民。 （2018年7月14日）
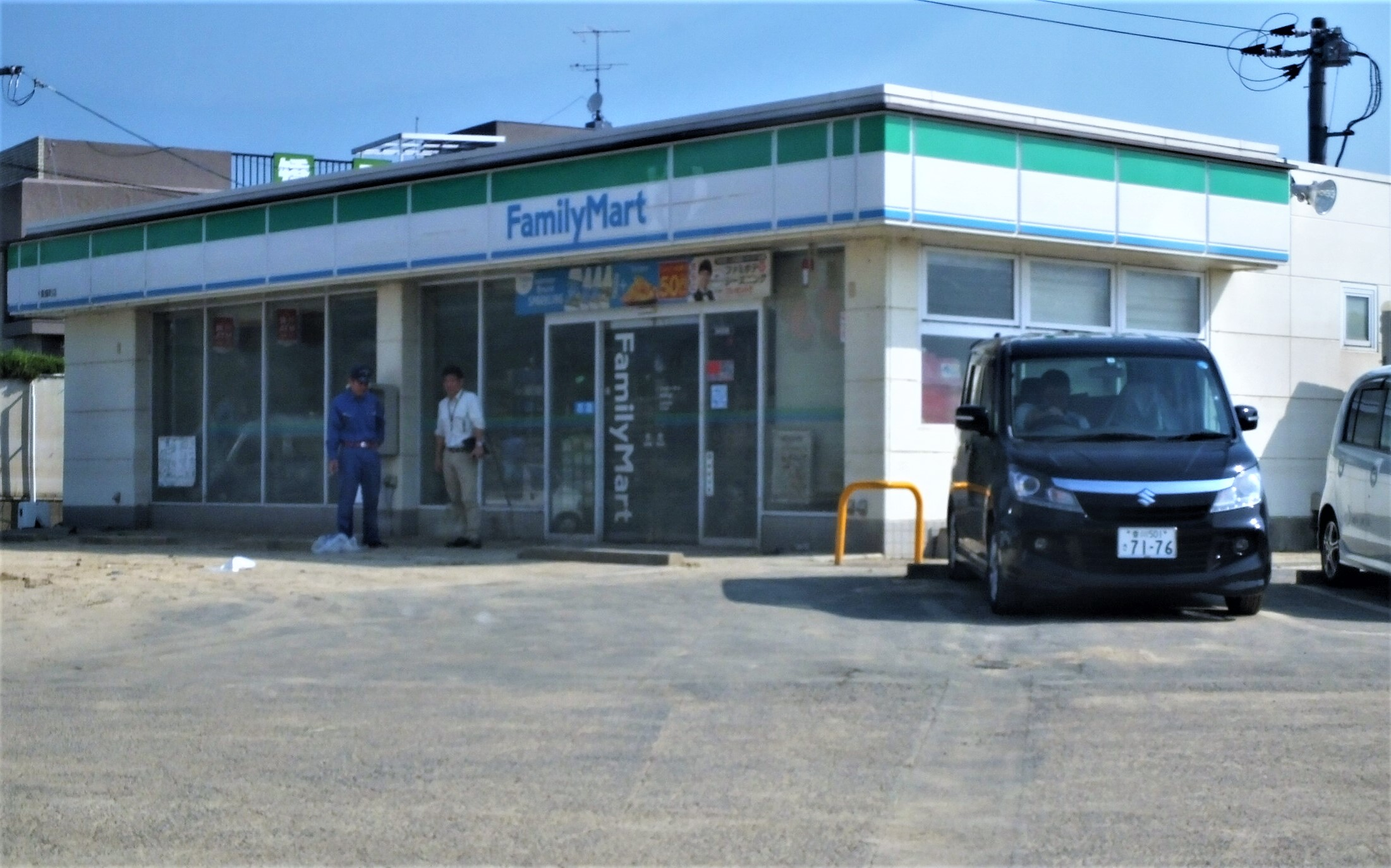
被害を受け休業中のコンビニ（7月14日）。 （2018年7月14日）
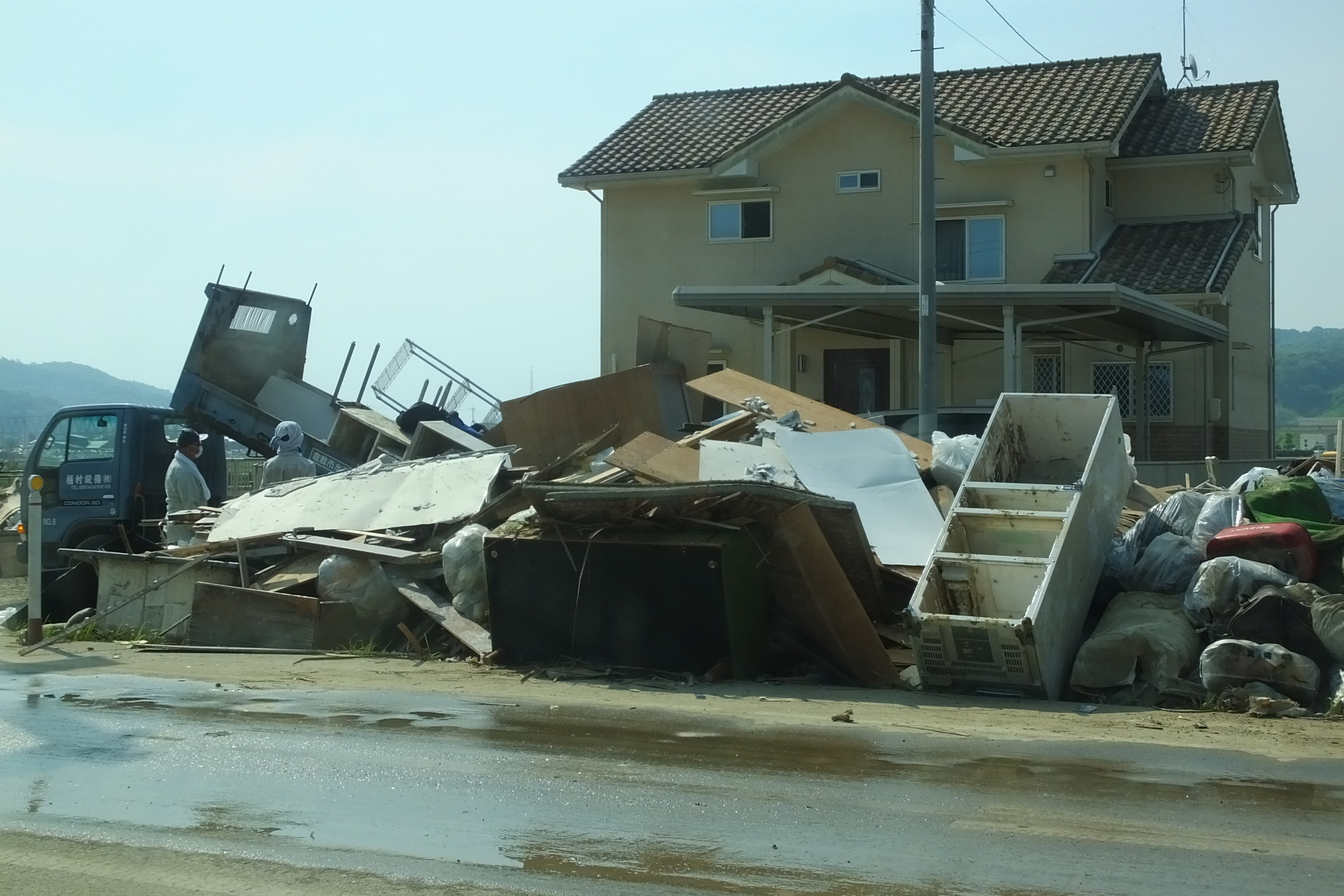
1週間以上たってもがれきの山は残った。 （2018年7月14日）
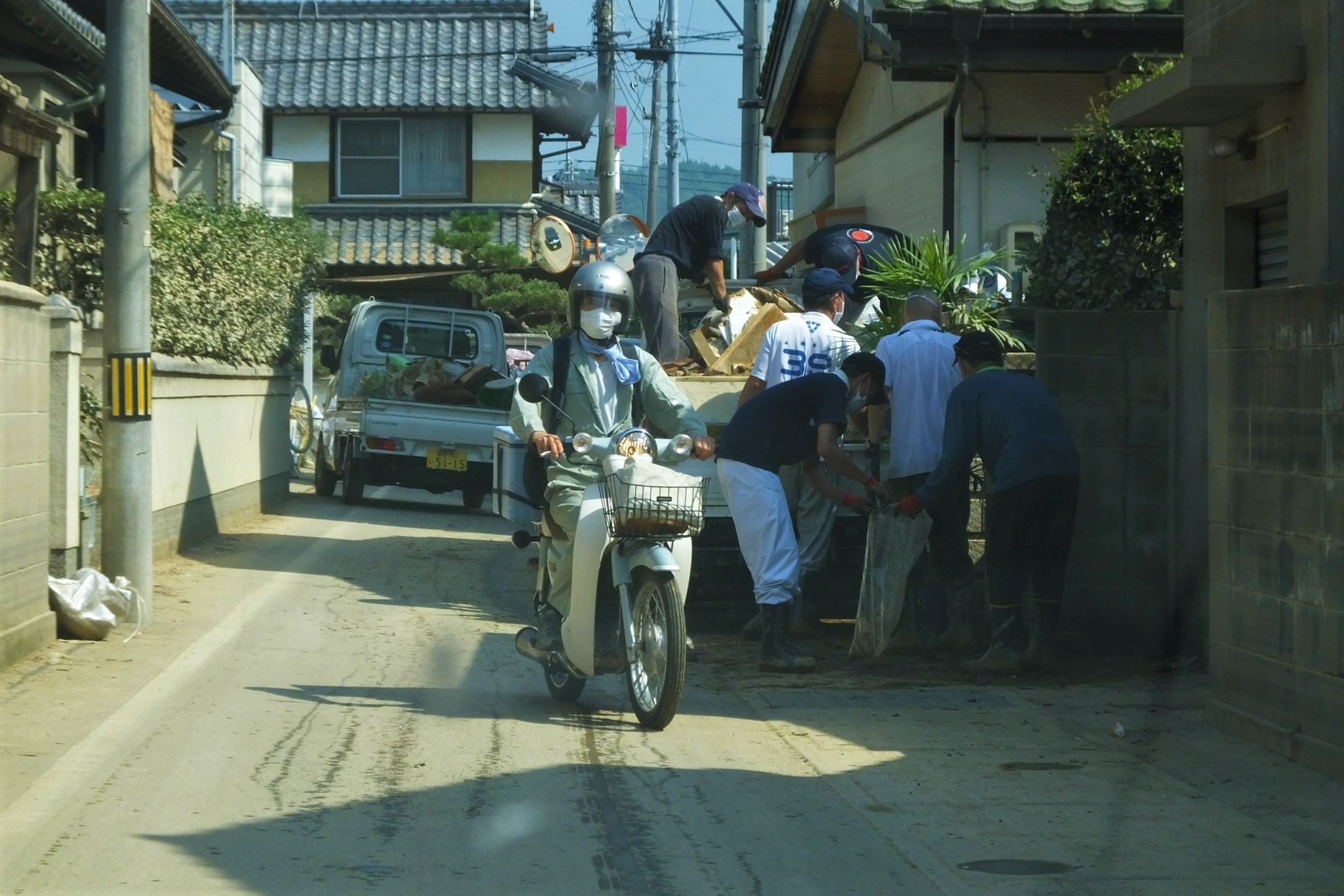
住民同士によるがれきの片付け作業が行われた。なお7月14日からは外部ボランティア活動が解禁された。 （2018年7月14日）
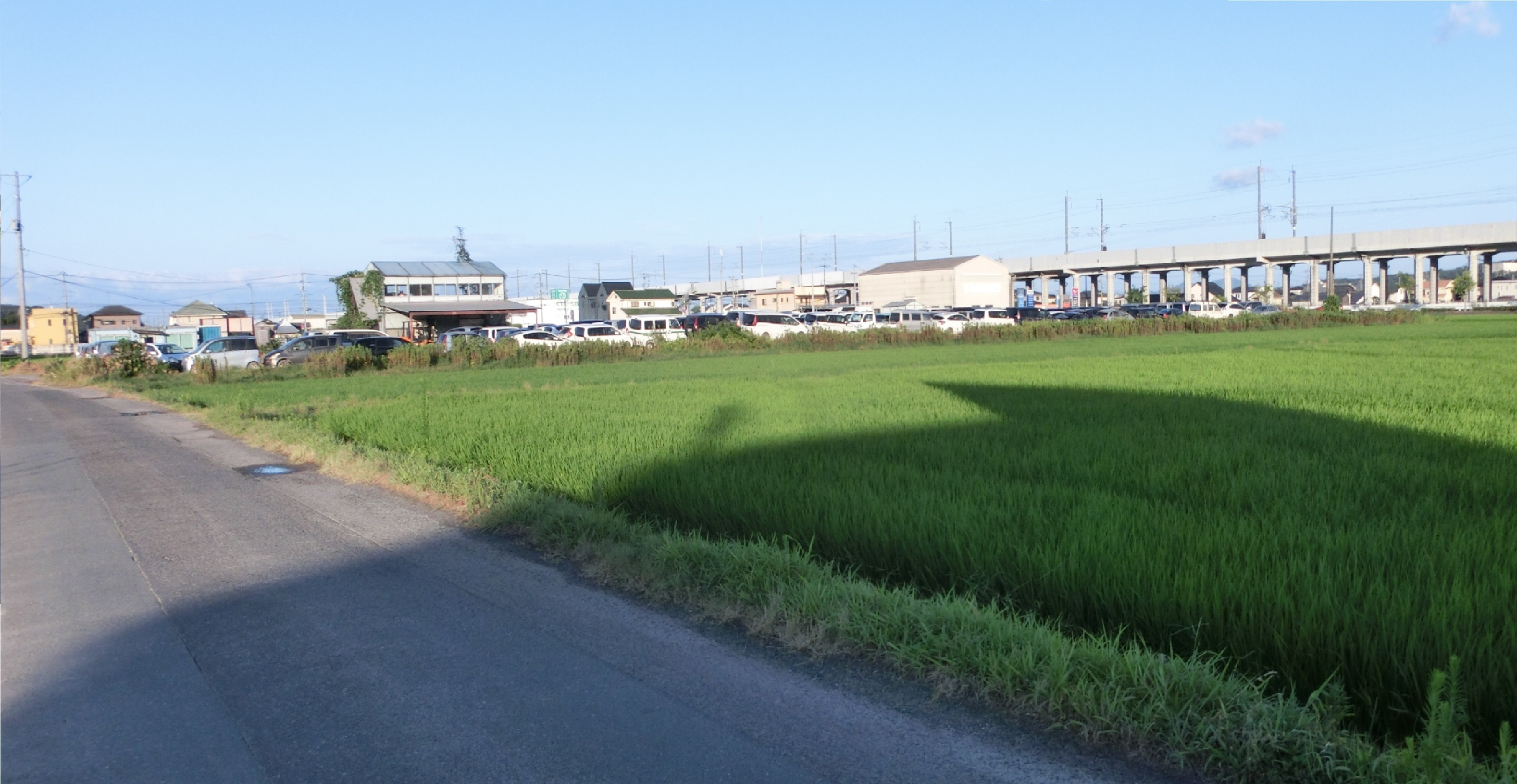
真備地区で被災した車両が大量に発生した為に、近隣では仮置きできず倉敷市内郊外の空き地に一時的に100台以上が集積した。 （2018年7月30日）　※原版画像中にコモンズ仕様の刷込み解説あり。
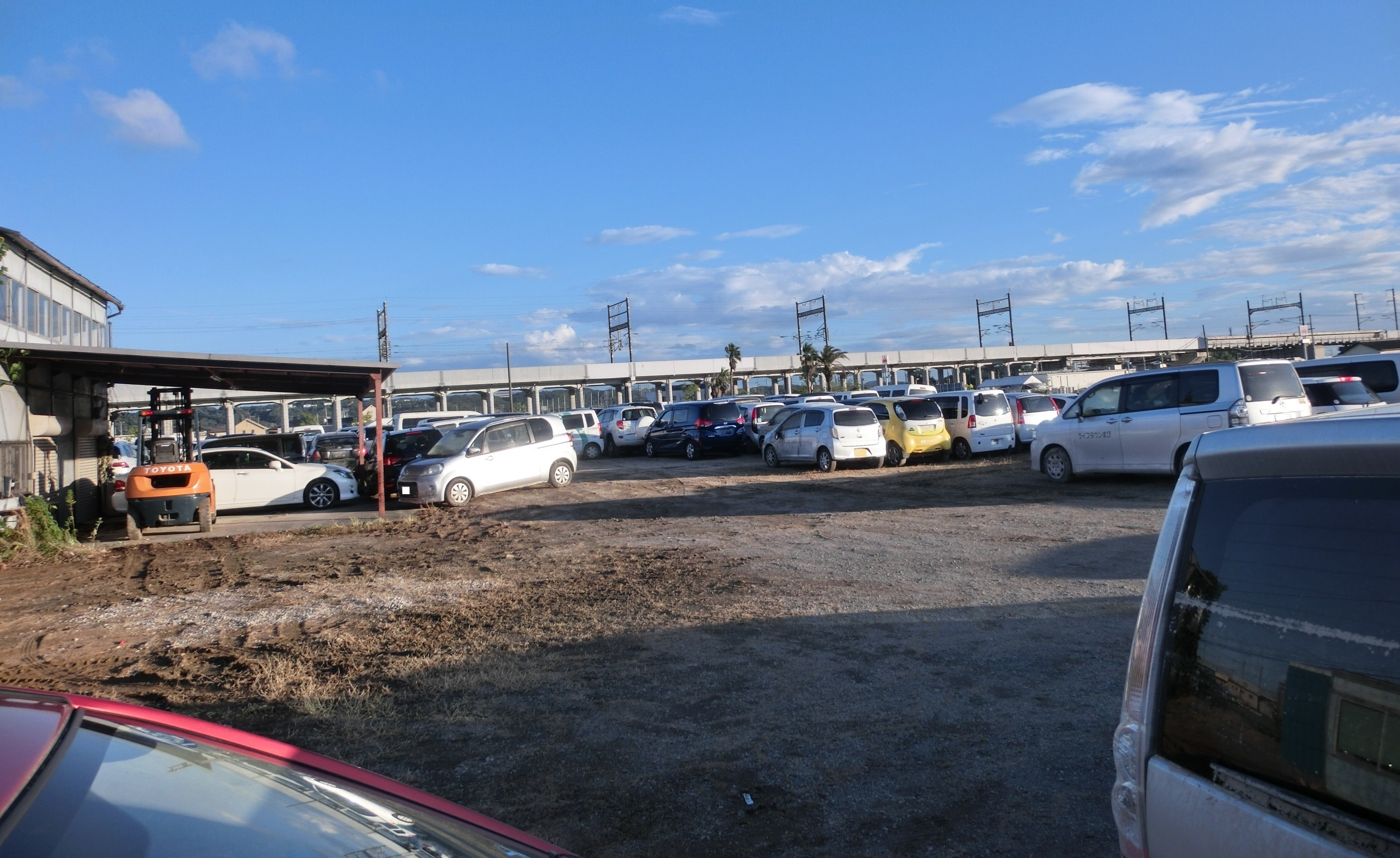
広大な空き地で、粛々と福祉車両や電気自動車等の廃車処理が進む。 （2018年7月30日） 　※原版画像中にコモンズ仕様の刷込み解説あり。
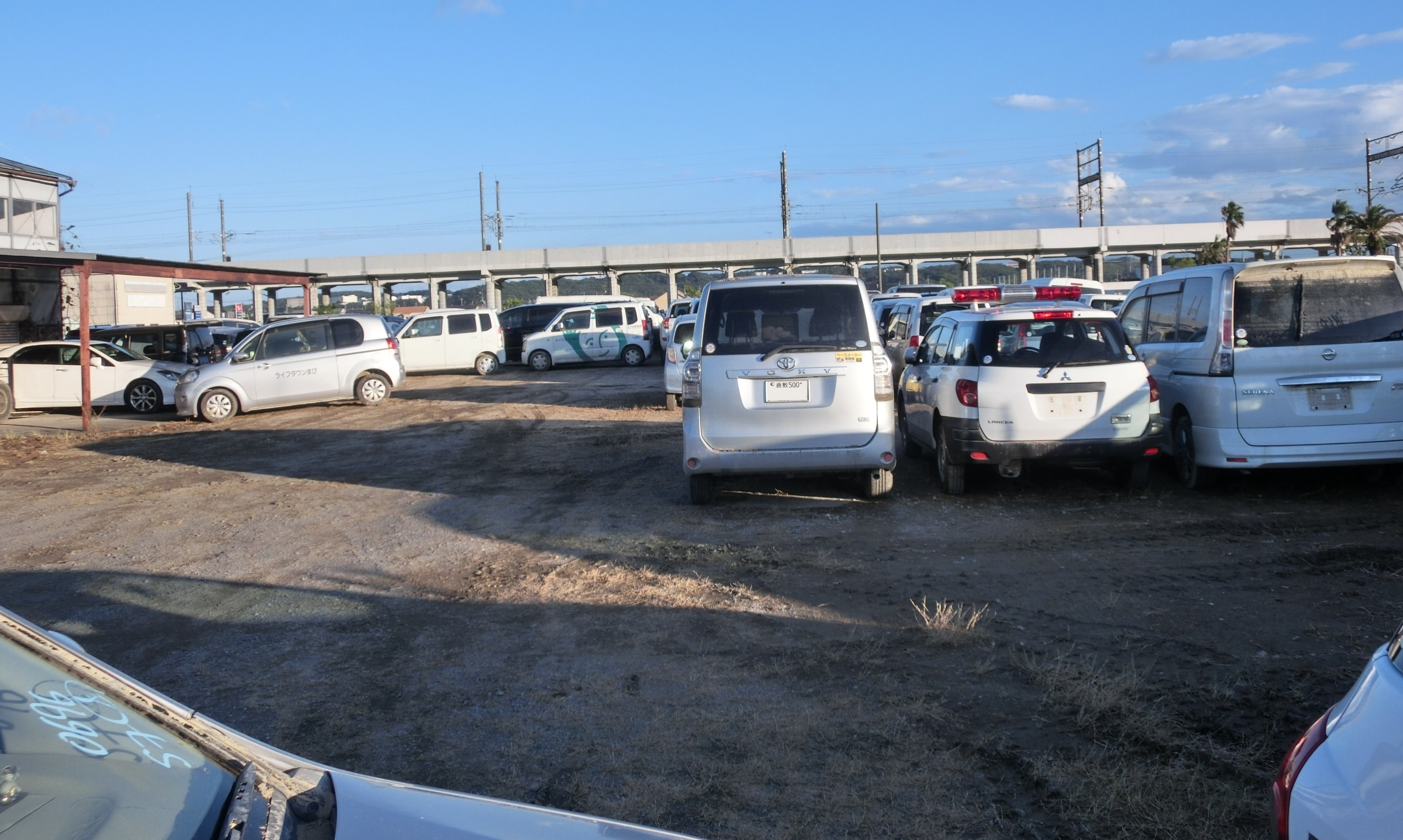
広大な空き地で、粛々と緊急車両等の廃車処理が進む。 （2018年7月30日） 　※原版画像中にコモンズ仕様の刷込み解説あり。
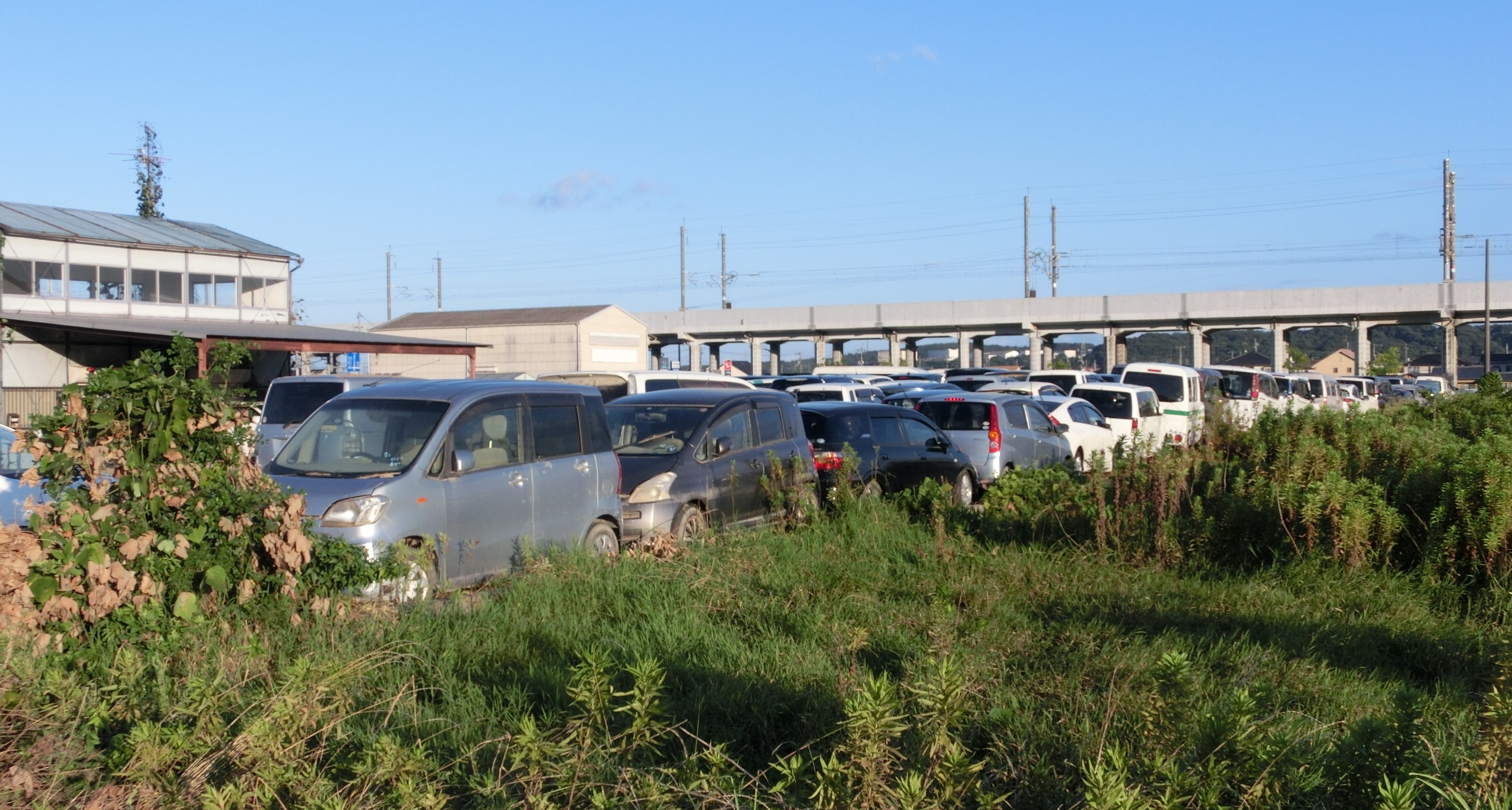
広大な空き地に集められた被災車両の数々。 （2018年7月30日）

- 井原市では小田川の支流が決壊するなど市内で約300棟が浸水し、2人が死亡[26][65]。
- 小田郡矢掛町でも小田川の本流と支流が決壊し約600棟が浸水した[65]。
- 総社市では冠水した道路で交通規制に当たっていた警備員らが高梁川に流されるなど、4人が死亡した[34][66]。総社市内では昭和地区などの浸水と同市下原のアルミ工場爆発事故が重なり、被災家屋は968棟に上った[60]。
- 高梁市落合町でも6日夜に冠水が発生し、コンビニや老人ホームでは水から逃れようと利用者等が上階や屋根に登るなどして救助を待った[67]。
- 11月6日時点において、高梁市と新見市、苫田郡鏡野町で各1人が行方不明となっている[26]。

#### 山陰地方
島根県の江の川流域で200棟以上が床上浸水した。島根県は11日、江津市、川本町、美郷町に職員を派遣し、復旧などを手伝った。また川本町では浄水場の冠水により280戸が断水状態となった。

#### 四国地方
愛媛県では、西予市野村町で7日朝、野村ダムが満水に近づいたため緊急放流を行なったところ肱川が氾濫し、逃げ遅れた5人が死亡した。西予市によると、7日5時10分に防災行政無線で住民に避難指示を周知したという。国土交通省四国地方整備局によると、6時20分からダムへの流入量と同じ量の放出を開始し、6時20分時点で毎秒439立方メートルで放流していたのが7時50分には毎秒1797立方メートルに達した。またその下流にある鹿野川ダムでも、7時35分から流入量とほぼ同じ水量を放流する措置を取り、大洲市で川が氾濫した。大洲市では8日、概算で4600世帯の家屋浸水に及ぶ見通しを示し、二宮隆久市長は「今回の被災はかなり大きい」と述べ、平成以降最大規模との認識を強調した。
宇和島市吉田町では7日、多数の土砂崩れが発生し11人が死亡した。松山市の怒和島では7日0時50分頃、住宅の裏山が崩れて1棟が倒壊し、3人が死亡した。
高知県では、香南市で6日朝、1人が香宗川で流され西に約100キロ離れた四万十市の海岸で遺体で発見された。大月町では2人が亡くなり、県内で計3人が死亡した。 安芸市では、6日未明に市内を流れる安芸川が栃ノ木地区で氾濫し、川沿いの東地の集落では約10棟が浸水被害に遭い、21人が一時孤立した。

#### 九州地方・山口県
山口県では7日までに、岩国市周東町で家の中に土砂が入り1人が死亡、また土石流に家ごと流されて1人が死亡、同県周南市では土砂で家が倒壊し1人が死亡。
福岡県では、6日朝に北九州市門司区で崖崩れが発生し住宅が全壊し2人が死亡。また7日までに、同県糟屋郡宇美町在住の1人が山中にあった老健介護施設から避難中に土石流に巻き込まれ死亡、筑紫野市原田の水路で発見された。6日には、北九州市小倉北区の板櫃川や久留米市北野町の大刀洗川など複数の河川が氾濫し、うち久留米市では広範囲が浸水、7日までに約1000棟（うち久留米市北野町地区で約500棟）が浸水被害を受け、ボートによる救助活動が行われた。北九州市では9日までに土砂崩れなどにより約680棟が被害を受けた。
佐賀県では12日までに、佐賀市大和町で嘉瀬川に流された1人が死亡、伊万里市で1人が死亡した。伊万里市の1人は長崎県松浦市の海岸まで約6km流され発見された。
宮崎県では12日までに、1人の遺体が発見され、豪雨との関連を調べている。
鹿児島県では7日までに、鹿児島市古里町（桜島内）で2棟が土砂崩れに巻き込まれ、2人が死亡した。

#### 近畿地方
兵庫県の猪名川町で5日、物流センターの工事現場で作業員3人が排水管に流され、うち1人が死亡し2人が重傷を負った。宍粟市では土砂崩れにより住宅が押しつぶされ1人が死亡した。丹波市では市内各地で浸水被害が多発した。
京都府では、綾部市で土砂崩れで住宅が倒壊し3人が亡くなった。亀岡市では、川に車が流され1人が死亡。舞鶴市では自宅で土砂の除去作業中に行方不明になった男性が舞鶴湾で遺体で見つかった。福知山市大江町公庄では9日、土砂崩れにより谷河川がせき止められて天然ダムができていることが分かった。府内では舞鶴市や福知山市など、計2000棟以上で浸水被害が出た。舞鶴市の由良川流域では雨水などの内水が由良川へ流せずに浸水被害が発生。道路の冠水により舞鶴市加佐地域全域の1828世帯が一時孤立した。また道路の寸断も相次ぎ、伊根町全域が孤立したほか、6市町13地区が孤立状態となった。
日吉ダムでは運用以来初めて緊急放水ゲートを開いて放水した。他、京都市伏見区の大岩山では、大量に不法投棄された建設残土が、豪雨の際に崩れる被害があった。
宮津市海洋つり場は歩道が崩れたため休止していたが2020年4月21日にオープンする。

#### 中部地方
岐阜県でも、関市をはじめ郡上市、下呂市などの中山間部で降り始めからの雨量が1000ミリを超える地点もあり、各地で土砂流出や道路の冠水、河川の護岸崩壊などの被害が相次いだ。関市では1人が死亡、3人が重軽傷を負った。
関市では8日未明に津保川が氾濫、東部の旧上之保村・武儀町域を中心に225棟が床上浸水、270棟が床下浸水した。また用水路に車が横転し男性が死亡した。郡上市でも和良町の和良川沿いに建つ和良振興事務所周辺では、護岸が幅約200メートルにわたり崩れた。 また下呂市でも6世帯15人が孤立。関市を中心に岐阜県内のJR高山線や東海北陸自動車道、中部縦貫自動車道などが寸断された（後述）。岐阜県において、この豪雨は、1968年の飛騨川バス転落事故発生時と類似した気圧配置（台風が東シナ海から日本海に入って温帯低気圧化、その前線南下で豪雨発生）となっている。
長野県では8日朝に王滝村で王滝川が増水し、幅約5メートルの村道が60メートルに渡り崩落した。外国人観光客含め19人が一時孤立した。

#### 北海道
北海道では堤防の決壊や内水氾濫に伴う床上・床下浸水、崖崩れ等の被害が出た。旭川市でぺーパン川が2回氾濫した ほか、旭川市と深川市で石狩川が、沼田町と深川市で雨竜川が3日、氾濫した。オホーツク管内遠軽町では湧別川にかかる「いわね大橋」で橋脚に異常が発生し橋が折れ、上川管内東川町の天人峡温泉では道道の一部崩落で3日から宿泊客等130人が孤立。旭川市を中心に道内で132棟の建物に被害が出た。

### インフラへの影響

#### ライフライン
中国電力では8日、管内の延べ18万8000戸で停電が発生した。中国電力は、7月13日には停電が解消したと発表した。
四国電力では7日、管内の延べ1万6615戸で停電が発生したが、7月11日に最後に残った土砂崩れや道路損壊で立ち入りできなかった約100戸に対しヘリコプターでポータブル発電機を運搬して解消した。
NTT西日本では7日から8日にかけて、ケーブルの故障や通信ビルの水没により兵庫、岡山、広島、愛媛、高知の5県で約12万4000回線が一時利用不可能となった。
携帯電話の大手3社であるNTTドコモ、au、ソフトバンクは被災地の一部で携帯電話が利用できない、もしくは利用しづらい状況になっていると発表した。
上水道の断水は、11日正午で広島県21万1008戸、愛媛県2万2757戸、岡山県9696戸、他の9府県でも1154戸が断水しており、全国の水道事業体が加盟する日本水道協会（東京都）から、11日時点で、近畿や四国など約90の自治体から給水車計117台を派遣し、広島、岡山、愛媛の3県の支援に入っている。8月1日10時00分時点で 広島、愛媛の2県で8,292戸が断水となっている。

#### 道路
西日本高速道路（NEXCO西日本）管内では、以下の49箇所で災害が発生し、最大で2,299kmが一時通行止めとなった。
- 新名神高速道路 - 法面崩落1箇所
- 京奈和自動車道 - 法面崩落1箇所
- 舞鶴若狭自動車道 - 土砂崩落1箇所
- 山陽自動車道 - 法面崩落2箇所、冠水1箇所、土砂流入8箇所、表層崩落1箇所
- 山陽自動車道 宇部下関線 - 法面崩落1箇所
- 中国自動車道 - 法面崩落7箇所
- 岡山自動車道 - 法面崩落3箇所
- 広島呉道路 - 法面崩落2箇所、盛土崩落1箇所
- 米子自動車道 - 法面崩落1箇所
- 関門自動車道 - 法面崩落2箇所
- 関門トンネル - 法面崩落1箇所
- 松山自動車道 - 電気室浸水1箇所
- 高知自動車道 - 法面崩落2箇所、橋流出1箇所
- 九州自動車道 - 法面崩落4箇所、冠水1箇所、土砂流入1箇所
- 東九州自動車道 - 法面崩落3箇所
- 長崎自動車道 - 法面崩落2箇所

上記区間のうち、8月8日まで（発災後おおむね1ヶ月以内）に47箇所は応急対策が完了したが、以下の2区間で発生した災害は通行再開までに時間の掛かる重篤被災箇所とされている。
- 高知自動車道 新宮IC - 大豊IC間上り線（立川橋）で発生した土砂流出に伴う橋梁上部工流出
  - 7月13日に下り線を利用した対面通行で通行を再開した[117][118]。2019年7月8日に4車線で完全復旧[119]。
- 広島呉道路 坂南IC - 天応西IC間上り線で発生した本線盛土崩落
  - 8月10日に復旧工事に着手[120]。9月27日復旧[121][122]。

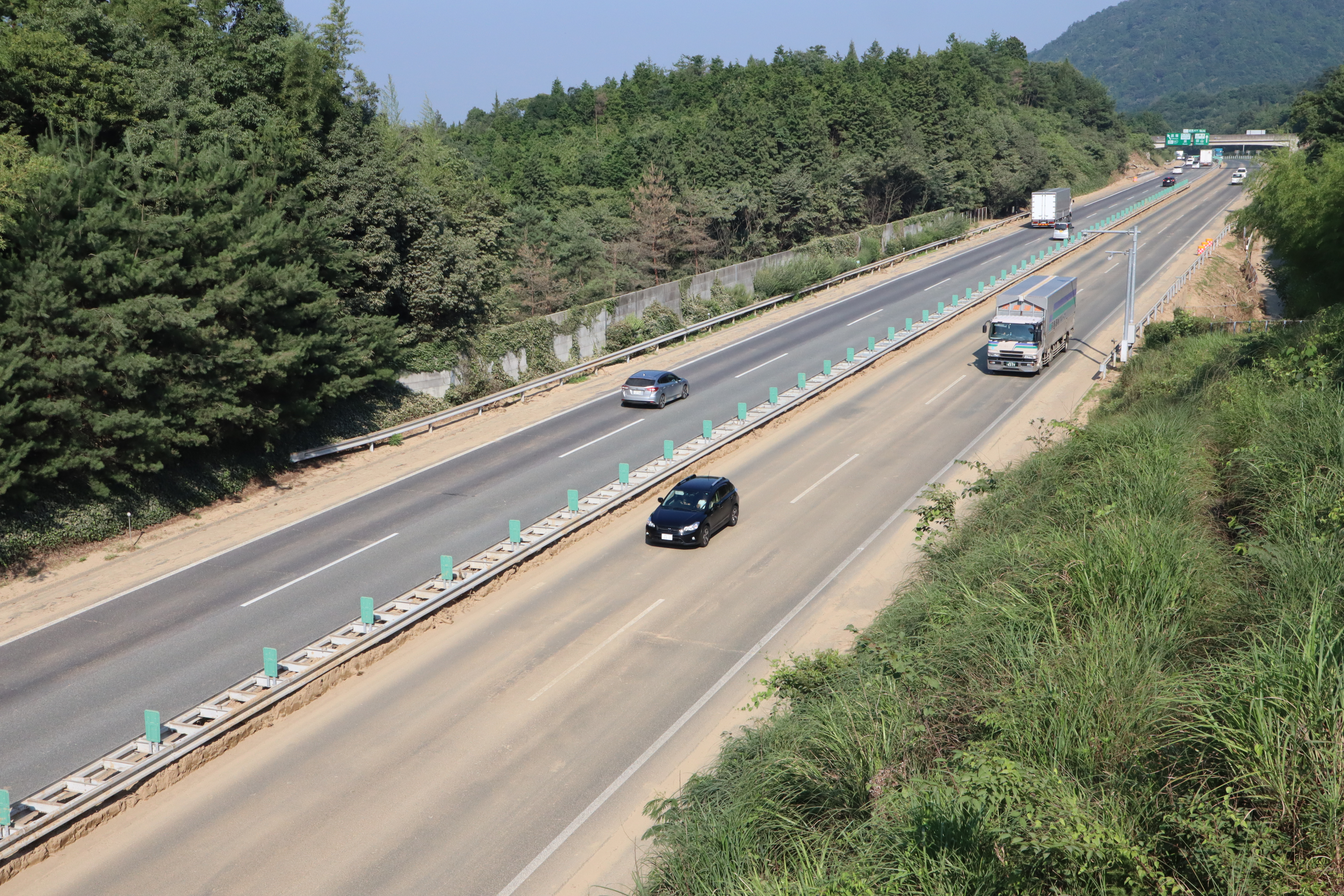
通行再開後の山陽道 西条IC-高屋JCT・IC間（広島県東広島市）。路肩や中央分離帯に土砂が残っているのが確認できる。
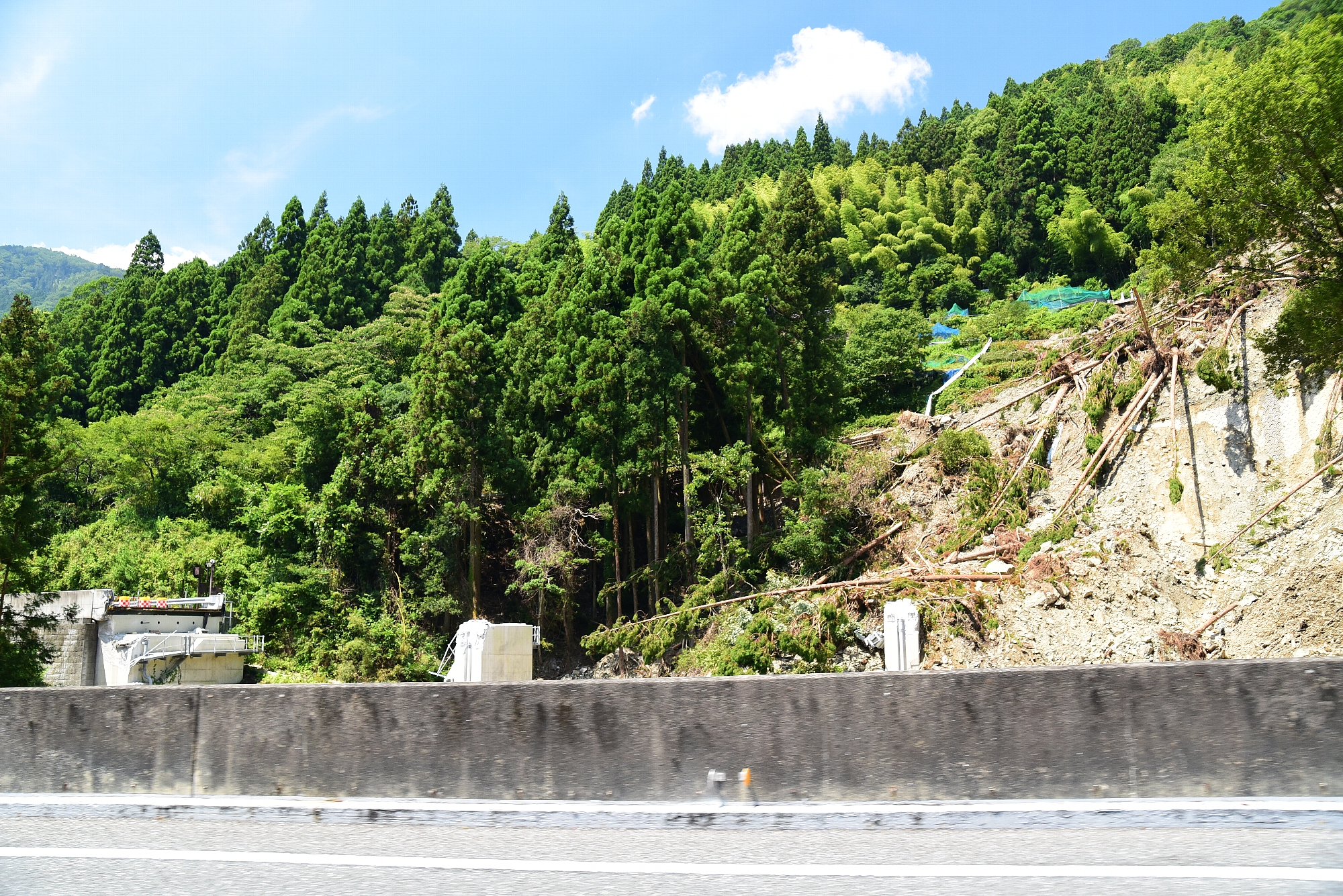
上部工が流出した高知自動車道立川橋（高知県長岡郡大豊町）

また、北九州高速道路（都市高速）でも災害のため一時全線で通行止めとなった が、7月10日に全ての通行止めが解除された。
その他の国道、主要地方道、都道府県道、主要な市町村道などの被害は各道路記事を参照。

#### 鉄道
鉄道では、最大で7月7日に32事業者115路線で運転休止が生じた。以下は7月9日18時時点で国土交通省がとりまとめた、施設が被災した路線。
- 北海道旅客鉄道（JR北海道） - 函館本線
- 東日本旅客鉄道（JR東日本） - 該当路線なし
- 東海旅客鉄道（JR東海） - 高山本線
- 西日本旅客鉄道（JR西日本） - 伯備線、関西本線、姫新線、津山線、因美線、木次線、福塩線、芸備線、呉線、山陽本線、岩徳線、山陰本線、播但線、舞鶴線
- 四国旅客鉄道（JR四国） - 予讃線、土讃線
- 九州旅客鉄道（JR九州） - 筑肥線、筑豊本線、肥薩線
- 長良川鉄道 - 越美南線
- WILLER TRAINS - 宮津線
- 井原鉄道 - 井原線
- 錦川鉄道 - 錦川清流線
- 平成筑豊鉄道 - 田川線、門司港レトロ観光線

これらに伴う運休は順次運行を再開し（復旧状況については各路線記事参照）、2019年10月23日には全線復旧した。2018年8月7日時点では、特に被害の大きい以下の区間では9月末までに運行が再開できない見通しと発表された。
- JR東海
  - 高山本線 坂上駅 - 猪谷駅間（坂上駅 - 打保駅で土砂流入・線路流失[125]。11月21日運転再開[127][128][129]）
- JR西日本
  - 山陽本線 （日付の翌日から運転再開）

7月11日：笠岡～海田市、岩国～徳山
7月14日：福山～海田市、岩国～徳山
7月17日：福山～海田市、柳井～徳山
7月18日：三原～海田市、柳井～徳山
8月1日：三原～海田市、柳井～下松
8月18日：三原～瀬野、柳井～下松
8月21日：三原～白市、八本松～瀬野、柳井～下松
9月9日：三原～白市
9月29日：三原〜白市（三原 - 本郷間で土砂流入、本郷駅 - 河内駅間で盛土崩壊。この区間は9月30日運転再開）。
9月30日：柳井～下松（台風24号被災による）
10月13日までに順次全線の運転を再開したが、不通期間中は山陽新幹線や代行バスなどによる代行輸送が実施された。
- - 芸備線 備後落合駅 - 狩留家駅間（白木山駅 - 狩留家駅間の第1三篠川橋梁が流失[130] など。10月4日に備後庄原駅 - 三次駅間で部分運転開始。備後落合駅 - 備後庄原駅間は12月20日に運転再開[135]。三次駅 - 狩留家駅間は復旧まで少なくとも1年以上を要する見込みとされ[132]、2019年10月23日までに順次全線の運転を再開した[136]。）
  - 福塩線 府中駅 - 塩町駅間（10月4日に吉舎駅 - 塩町駅間、10月18日に上下駅 - 吉舎駅間で部分運転開始。府中駅 - 上下駅間は12月13日に運転再開[132][135]）
  - 呉線 三原駅 - 広駅間（仁方駅 - 安芸幸崎駅間で複数の土砂流入など。10月14日に安芸川尻駅 - 広駅間が、10月28日に安浦駅 - 安芸川尻駅間が、12月15日に三原駅 - 安浦駅間がそれぞれ運転再開[132][135]）
  - 岩徳線 周防高森駅 - 櫛ヶ浜駅間（高水駅 - 勝間駅間で路盤流失など。9月22日運転再開[132]）
- JR九州
  - 筑豊本線（原田線） 桂川駅 - 原田駅間（上穂波駅 - 筑前山家駅間の複数箇所で道床流出[137]。2019年3月9日運転再開[138]。）
- 平成筑豊鉄道
  - 田川線 崎山駅 - 田川伊田駅間（崎山駅 - 源じいの森駅間で築堤崩壊[139]。10月27日運転再開[140]）
- JR西日本の被災区間のうち、山陽本線海田市駅 - 三原駅間は他の交通手段による移動が困難であることから、特例として山陽新幹線の広島駅 - 三原駅による代替輸送が実施された（7月6日までに購入した定期乗車券・普通乗車券・普通回数券を所持している旅客に対象を限定）[141]。なお、この特例は10日から三原駅 - 新倉敷駅間（山陽本線：三原駅 - 笠岡駅間運転見合わせ）[142]、11日から新岩国駅 - 徳山駅間（山陽本線・岩徳線：岩国駅 - 徳山駅間運転見合わせ）でも実施された[143]。

- 日本貨物鉄道

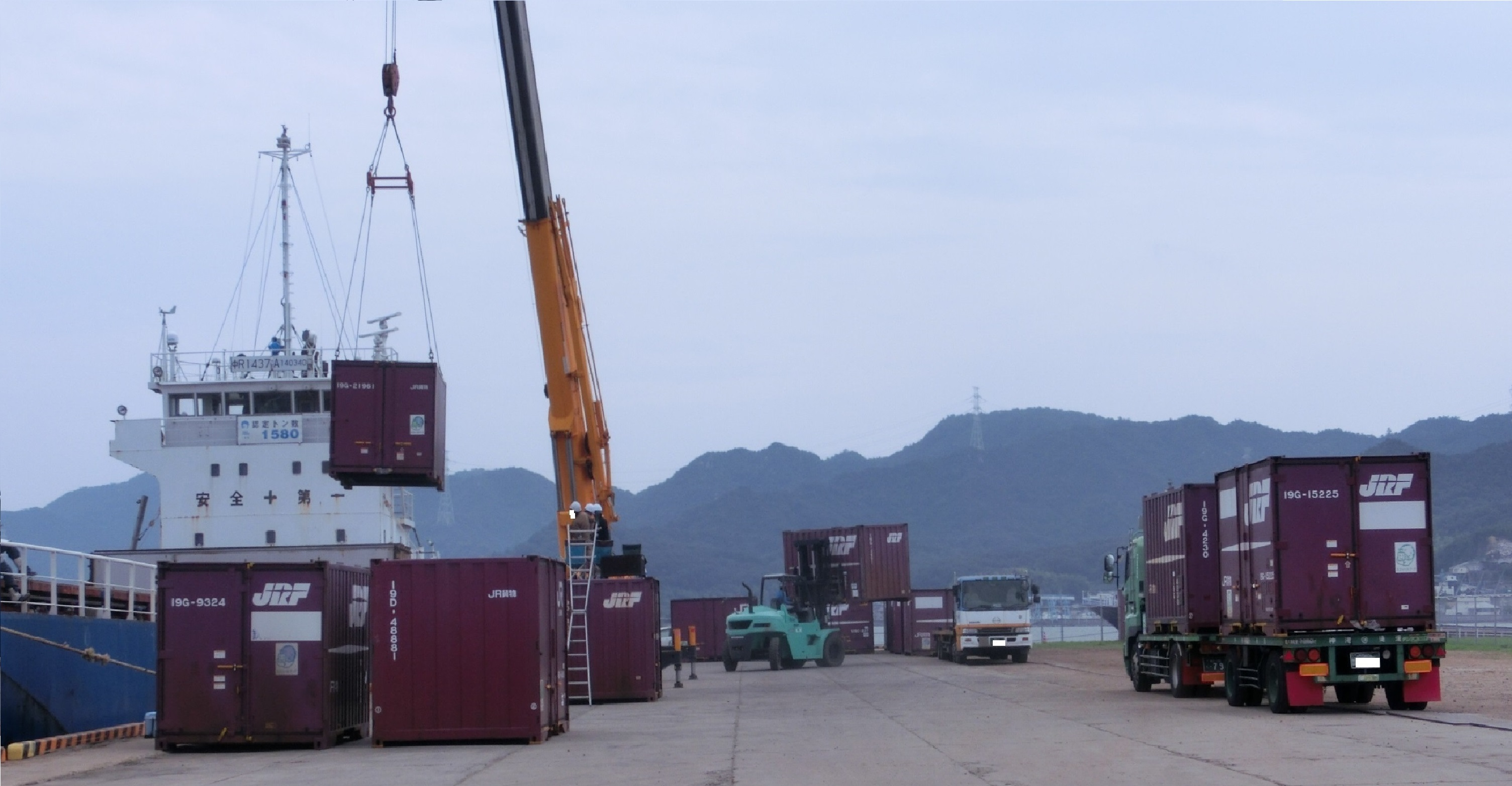
岡山県岡山市内の港に開設された、内航船によるJR貨物の鉄道コンテナ代行輸送の作業風景。
原版画像内にコモンズ仕様の埋込み解説文あり。

- 日本貨物鉄道（JR貨物）では7月8日8時までに東海道本線・山陽本線・北陸本線を走行する列車を中心に355本の貨物列車が運休となった。山陽本線の被災が長引いているため、関西以東と九州間の貨物列車が長期にわたり運休となり、トラック（福岡・北九州ターミナル - 広島・岡山ターミナルなど）と船舶（門司港 - 水島港 《 後に、岡山港 →→ 新岡山港へ変更 》 や博多港 - 大阪港など）により代替輸送を行っている。

※ 内航船による代行輸送の記録画像付きの詳細については、（日本のコンテナ輸送#岡山県内での対応状況）を参照。

その後、伯備線の不通区間が復旧したことを踏まえ、JR西日本に協力を求めたうえで、8月29日より岡山貨物ターミナル駅 - 幡生操車場駅間（伯備線・山陰本線・山口線を経由し、実際の列車としての運行区間は名古屋貨物ターミナル駅 - 福岡貨物ターミナル駅間）で、貨物列車の迂回運転を1日1往復実施する。また、8月下旬から当面の間はJR貨物所属のEF64形電気機関車に「がんばろう岡山」「がんばろう広島」のメッセージをヘッドマークで1両分・ラッピングで6両分で取り付けることを決めている。なお、9月14日時点ではこれらの貨物代行輸送等は山陽本線が復旧する9月30日までに終了する予定としていたが、最終的には10月11日まで迂回・代行輸送を続けた（10月13日山陽本線全線復旧）。

#### 航空
広島空港は直接の被災は免れたものの、山陽自動車道などの空港アクセス手段が寸断されたことにより、3日間で合計1500人がターミナルビル内で足止めされた。7月8日からは山陽新幹線が運転を再開したことで空港と東広島駅を結ぶ臨時シャトルバスが運転を開始し、10日からは芸陽バスが有料で同臨時バスの運行を開始した。また、沼田川の本郷取水場が水没したことで、空港ターミナルビルなどで水不足が発生した。これに伴い、7月10日から飲食店や物販店などの営業縮小を余儀なくされた。

### 公共施設・文化財等への影響
インフラ・ライフライン関係を除く。

#### 小・中学校・高等学校・大学(特別支援学校含む)
文科省調べによると17日までに、18道府県の270の小・中学校で浸水や損壊などの被害が出た。被災数の大半を岡山県・広島県・京都府・愛媛県の学校が占めた。広島県三原市では続く断水により25の小・中学校・高等学校・大学・特別支援学校で再開の目処が立っていない。愛媛県西予市立明浜中学校では裏山の土砂崩れ、土砂流入により校舎が使用できない。岡山県などでは被災後、授業再開の見通しが立たないため、前倒しで夏休みに入った。

#### 病院
厚生労働省によると、断水や浸水、停電の被害を受けた医療機関（精神科病院を除く）は京都から長崎にかけての6府県で94施設。うち71施設は7月14日正午時点で、給水などの支援を必要としている。まび記念病院（岡山県倉敷市真備町）は1階が水没し、患者や逃げ込んだ周辺住民ら約340人がヘリコプターやボートで上部から脱出した。水が引いた後は2階の会議室なども使って診療を続け、2019年2月1日に全面再開した。

#### 文化財等
佐賀県唐津市相知町の「蕨野の棚田」に被害。
香川県丸亀市の丸亀城では7月7日に城の南西部にある「帯曲輪」と呼ばれる石垣の南側が崩れた。

### 産業への影響

#### 農林水産業
農林水産省が2019年6月24日に発表した資料によると、この台風による農林水産関係の被害額の合計は3409.1億円にのぼる。特に被害額が大きいのは、林地の荒廃や農地の破損、ため池などの農業用施設への被害。また、林道施設でも32府県で9500を超える箇所に破損が発生するなど、広範囲に被害が出た。
- 北海道では、農業関係での被害額が18億8500万円、水産林業関係での被害額が7億7200万円となっている。2018年8月7日発表で、推計や調査中の数値も含まれている[159]。上川や空知地方では河川が氾濫し水田や畑が浸水するなどの被害が各地で発生した。水田やハウス、ソバ、長ネギ、黒大豆などの圃場（ほじょう）の浸水の他、土砂の流入も数件発生している[160]。特に旭川市は道内に四つの台風が上陸・接近した2016年夏の大雨災害以上の農業被害となる見通しになった[161]。
- 岡山県では、農林水産関係の被害額が266億円を超えている。2018年11月15日の発表によれば、トラクターが冠水したことなどによる農業用機械への被害額が47億円にも上っている。また、農地の崩落やため池の堤体に亀裂が入るなどの、農地・農業用施設への被害は151億円を超える。[162]
- 広島県では、農林水産関係の被害総額は873億8600万円だと発表した。農地や農業用施設、山地の崩落や土砂流出等の被害が総額の大部分を占める。農作物の被害においては、水稲への土砂流入、冠水による被害は1065.2ヘクタールに上った[163]。

また、主要な卸売市場での野菜の価格は、豪雨や暑さの影響で一部品目が一時高値となったが、9月以降には概ね平年並みとなり、大きな影響は見られなかった。桃、ぶどうといった果物については、特に大きな変化は無かった。牛肉、豚肉の卸売価格に関しても、豪雨の影響による変化はほとんど無かった。

#### 製造業
- 日本酒「獺祭」を製造している山口県の旭酒造では、2棟ある蔵のうち1棟が一部が浸水する被害を受けた。さらに大雨の影響で2棟とも冷蔵設備が停止していることから獺祭の製造を全て中止した[164]。7月28日に製造を再開し、被災した直営店も仮店舗で営業再開[165]。また、醸造中に被災し本来の品質が確保できなくなった製品を「獺祭 島耕作[注 3]」として販売し、売り上げの一部を義援金に充てる[166]。
- 岡山県総社市の朝日アルミ産業[注 4] の工場が豪雨の影響で浸水し、突然爆発し火災が起きた。周辺の民家にも延焼し3棟が全焼、数十人が負傷した。さらに、二次爆発の恐れがあるため、岡山県総社市下原には避難指示が発令、7日までに約300名が避難所に避難した。大雨で工場内が浸水したところ、アルミニウムの溶解炉内に容量の半分（20トン）の溶解アルミが残っていたため、水蒸気爆発を起こしたと見られる[167][168]。

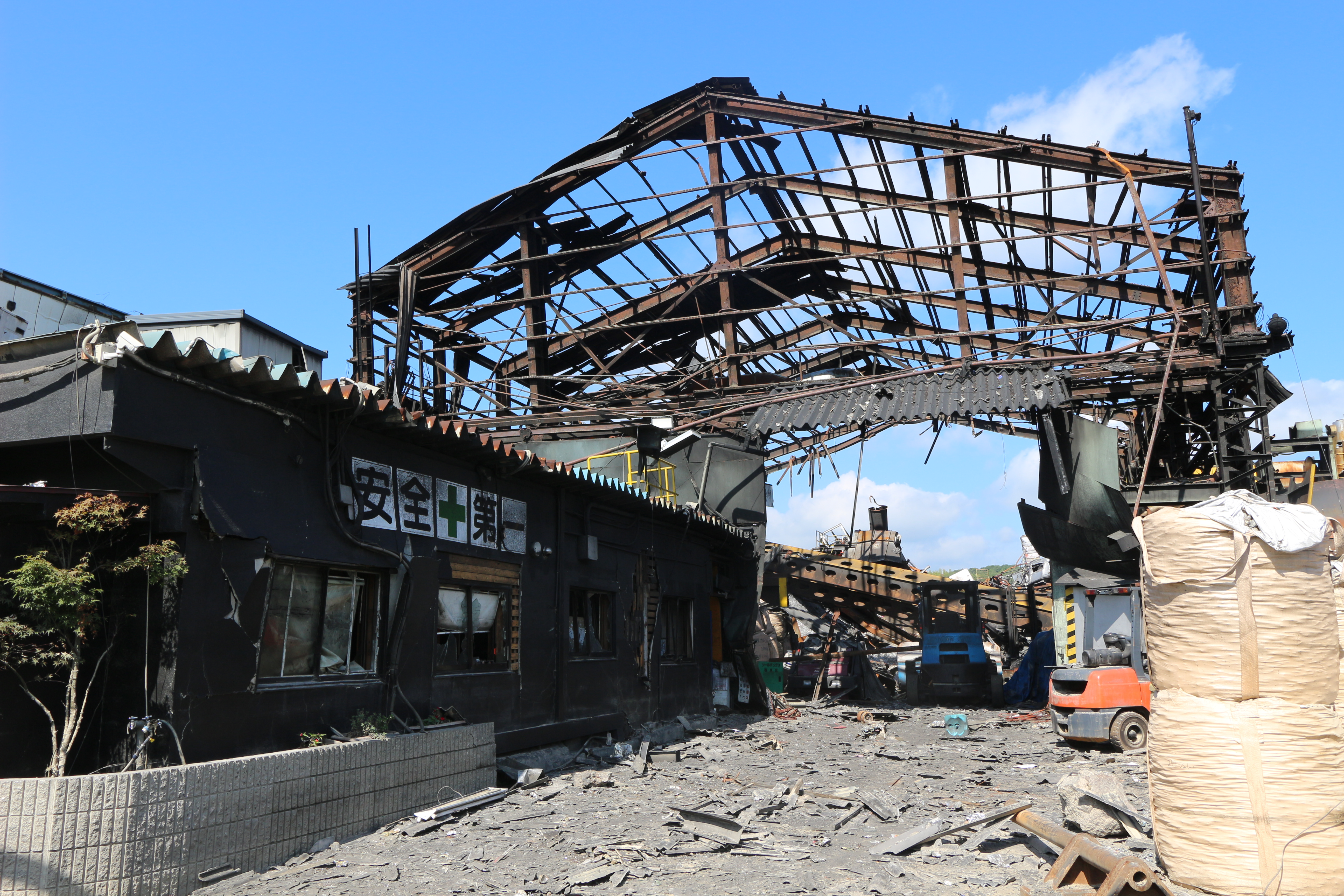
爆発事故で全壊した朝日アルミ産業の社屋。左側の建物が事務所。（岡山県総社市）

- パナソニックでは、業務用ビデオカメラなどを製造する岡山工場が浸水被害を受けた[169]。復旧には1週間程度かかる見通し[170]。
- 三菱電機京都製作所（京都府長岡京市）、冷熱システム製作所（和歌山県）のほか、兵庫県内の2工場で6日午後に操業を停止した[169]。
- ダイハツ工業は、西日本の高速道路が通行止めとなり、部品供給に影響が出たため、本社工場（大阪府池田市）・滋賀第2工場・京都工場・ダイハツ九州大分工場・ダイハツ九州久留米工場などで操業を休止した[169]。7月11日現在も影響が続いている[170]。
- マツダは部品供給が困難になる可能性があるため、本社工場（広島県府中町）と防府工場で7月7日の操業を休止した[169]。サプライチェーンの寸断により11日までの操業を休止している[170]。12日以降再開[171]。9月10日より広島県・山口県の4工場で正常操業となる[172]。
- トヨタ自動車九州の宮田工場はサプライチェーンの寸断により10日の操業を一部休止した[170]。
- コカ・コーラボトラーズジャパンの本郷工場（広島県三原市）は、物流拠点を含む浸水被害により10日までの操業を休止している[170]。
- この他、ジャパン マリンユナイテッド呉事業所、IHI呉第2工場では9日までの操業を停止した[173]。
- キユーピーは、取引先の一つである製缶メーカーの工場が被災し復旧の見込みがないため、1959年から発売していたスパゲッティ用缶入りミートソースの発売を終了した[174]。

#### 石油
- JXTGエネルギーと出光興産配下のガソリンスタンドの多数が9日時点で営業停止[173]。
- 昭和シェル石油は、広島油槽所への道路が通行止めとなり9日時点で出荷停止[173]。

#### サービス業
道路寸断により商品や食材の配達が停滞し、店舗浸水などにより影響が出た。
- イオングループ、セブン-イレブン、ローソン、ファミリーマート、ポプラ、ゼンショー、マクドナルド、すかいらーくなどのスーパー、コンビニエンスストア、レストランなどで多数の店舗が9日時点で休業となった[173]。

#### 物流
集配地の被災、高速道路の通行止めや鉄道貨物の寸断によって西日本を中心に広範囲に影響が及んだ。特に東日本地域と山陽地区や九州との間で運ばれる宅配便と通信販売に大きな影響が出た。鉄道輸送（JR貨物）については別項参照。
- 佐川急便は、8日夕方から東日本方面から九州方面宛の宅配便の受付を一時停止した。岡山県、広島県、愛媛県宛の荷物の受付を停止した[22][173]。
- ヤマト運輸も京都府・岡山県・広島県・愛媛県など6つの府県宛の荷物の受付を停止。クール便も広島県・島根県・山口県宛の受付を停止した[173]。
- 西濃運輸も発災以降、東日本方面から九州6県宛の荷物受付を17日まで停止した。[177]

#### 観光産業
豪雨による風評被害が各地で発生し、岡山、広島、愛媛各県の主な観光、温泉地は豪雨による直接の被害がほぼないものの、宿泊などのキャンセルが相次いだ。そこで政府は8月3日、西日本豪雨からの復旧復興に向け総額1058億円の「生活・生業再建支援パッケージ」を閣議決定した。観光面では風評被害対策などで35億9600万円を充てた。
観光産業の復興を支援するため、岐阜県から福岡県にかけての11府県を周遊した場合に宿泊費用が割引される「ふっこう周遊割」が8月31日から11月30日にかけて実施される。
- 中国
  - 岡山県では7月24日の定例記者会見で伊原木隆太知事は、西日本豪雨が発生した7月6日から18日までの間で県内宿泊施設での予約キャンセル数が10万人、宿泊料の減収額は10億円に上るとの推計を明らかにした[181]。
  - 広島県では7月24日、西日本豪雨の発生から県内宿泊施設での予約キャンセルが12万件、食事代や土産代を含めた観光への影響額は推計約45億円に上るとの推計を明らかにした[182]。
- 四国
  - 愛媛県では県の調査によると7月20日までに、県内25のホテル・旅館で約1万人のキャンセルがあった[183]。

### イベントなどへの影響
スポーツ
NPBは、雨天による中止以外に以下の試合が中止となった。
- 中日ドラゴンズ対東京ヤクルトスワローズ（7月6日、ナゴヤドーム）：7月5日夜に遠征先の広島を出発したヤクルトの用具運搬車が大雨に伴う道路事情悪化により到着できず、試合中止を決定した。
- 広島東洋カープ対阪神タイガース（7月9日-11日、マツダスタジアム）：豪雨被害の影響等を考慮。

高校野球（第100回全国高等学校野球選手権記念大会）は、西日本を中心に14の地方大会で開会式や試合の開始日程を変更し、広島大会と岡山大会では7月9日、大会日程が再考された。
Jリーグは7月7日に予定されていた以下の試合を中止、延期した。
- J2第22節・京都サンガF.C.対アビスパ福岡（京都市西京極総合運動公園陸上競技場兼球技場）
- J3第17節・ガイナーレ鳥取対ザスパクサツ群馬（とりぎんバードスタジアム）
- 同・ギラヴァンツ北九州対鹿児島ユナイテッドFC（ミクニワールドスタジアム北九州）

また、7月11日に予定されていた天皇杯 JFA 第98回全日本サッカー選手権大会3回戦のサンフレッチェ広島 対 名古屋グランパス戦（広島広域公園陸上競技場）も延期。
7月6日午後1時から京都府京丹後市で開催を予定していた東京2020オリンピック・パラリンピックフラッグツアーの式典が、大雨警報などの影響に伴い中止（延期）。
日本プロゴルフツアー（JGTO）フューチャーゴルフツアー広島大会（7月10日・11日：鷹の巣ゴルフクラブ）および岡山大会（7月12日・13日：倉敷カントリークラブ）が開催延期。
広島県東広島市の広島カンツリー倶楽部西条コースで8月23日・24日に開催予定だったPGAシニアツアー『広島シニアオープン』が中止。その代わりとして同ツアーを管轄する日本プロゴルフ協会は復興支援として200万円の義援金を寄付することを7月24日に決定した。
音楽イベント
7月7日と8日にマリンメッセ福岡で開催されたAqoursの『ラブライブ!サンシャイン!! Aqours 3rd LoveLive! Tour 〜WONDERFUL STORIES〜』は公演初日の朝の時点で会場のある福岡県に出されていた大雨特別警報は解除されていたため予定通り開催されたが、来場できなかった客を対象にチケットの払い戻しを実施。一方、岐阜県本巣市のTOHOシネマズモレラ岐阜で開催予定だったライブビューイングが大雨の影響で劇場の営業を見合わせたため中止となった
7月7日から8日に広島グリーンアリーナで開催予定のゆずの『YUZU ARENA TOUR 2018 BIG YELL』が中止に。振り替え公演も行わないこととなった。同日程で京都府立山城総合運動公園にて開催予定のフェス『京都大作戦』も中止、2018年の振替開催は行わず、代わりに2019年開催を「倍返しです！喰らいな祭」と称して4日間開催へと拡大した。7月7日に岡山IMAGE、8日に広島CAVE-BEで開催予定のJの『J LIVE TOUR 2018 -rise above-』が中止。
伝統行事・祭り
例年6月1日から9月10日まで開催の三次市の「三次の鵜飼」が馬洗川の川底が濁流の影響で荒れ、鵜飼乗船場がほとんど水没したほか舟計17隻のうち鵜舟1隻と遊覧船6隻が壊れ、2隻は廃船となるなどの被害、鵜は鵜匠が避難させ無事だったものの鵜の共同飼育場が浸水、鵜の餌保存用の冷蔵庫が使えないなどの被害を受けた。その後、土砂が溜まった場所をコースから外すなどして、8月9日から再開する運びとなった。
岐阜県・長良川流域の鵜飼も中止を余儀なくされた。岐阜市は、7月4日以来豪雨のため長良川鵜飼を休止、鵜飼漁は同14日より再開したが、観覧船の運航は同24日まで中止予定、約1万8千人の予約をキャンセル。関市の小瀬鵜飼も豪雨発生前の6月28日から7月11日まで休止され、500人強の予約がキャンセルされた。
岡山県の倉敷市で7月21日に開催予定の「倉敷天領夏祭り」が中止、ただし「倉敷小町」コンテストは実施された。和気町の「和文字焼き」も中止、ただし8月16日からの「和文字焼きまつり」自体は実施予定。
愛媛県の宇和島市で7月22日 - 24日に開催予定の「第52回うわじま牛鬼まつり」が中止になった。また併催の和霊神社「和霊大祭」の一部神事を中止、代わりに復興祈願祭を開くよう変更。西予市では、夏に開催予定のイベントのうち7月1件、8月4件、9月1件が中止予定。
広島県廿日市市の宮島で8月25日に予定されていた「第46回宮島水中花火大会」が中止になった。実行委員会によると、JRの臨時列車を確保できず船による代替輸送も困難と判断したため。
公営競技
7月6日の園田競馬、小倉競輪、ボートレース若松・ボートレース芦屋が中止、7月7日にはボートレース唐津・ボートレース尼崎、高知競馬（7月9日に順延）が中止、7月8日には高知競馬（7月10日に順延）、ボートレース福岡が中止。
その他
7月7日に開催予定のJR九州による久大本線の復旧記念イベントが中止。
夏季巡回ラジオ体操では8月14日に広島県安芸郡熊野町からの生放送を予定していたがイベント自体は中止し、東京のスタジオからの生放送に変更した。
愛媛県今治市で7月22日開催予定のミニ四駆公認競技会全国ツアーイベント｢ジャパンカップ2018｣の愛媛大会が10月7日に開催延期。

## 行政の対応

### 特定非常災害・激甚災害としての指定

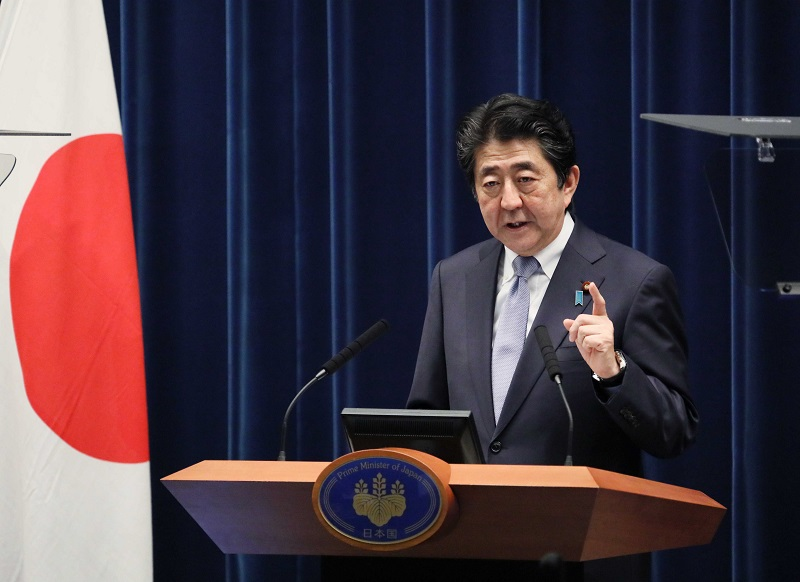
7月20日、安倍晋三首相は平成30年7月豪雨について語った。

内閣は7月14日、特定非常災害特別措置法 の規定に基づき、政令 で、平成30年7月豪雨による災害を特定非常災害として指定するとともに、これに対し適用すべき措置を指定（同日から施行）。具体的には、運転免許証の更新時期をすぎても有効期間を延長できる、債務超過に陥った場合に一定期間、破産手続きが開始されない、などの特例措置が含まれる。この指定は5例目で、地震災害以外では初めて。
また内閣は7月24日、激甚災害法 の規定に基づき、政令 で、平成30年7月豪雨など同年5月20日から7月10日までの間に全国各地で発生した豪雨及び暴風雨による災害を激甚災害（本激）として指定するとともに、これに対し適用すべき措置を指定（7月27日から施行）。具体的には、自治体による復旧事業に対する国庫補助率の嵩上げ、中小企業の資金繰りや被災により休業している人への支援などの措置が含まれる。

### 行政機関の対応

#### 宮内庁
- 天皇・皇后は8日の「ベルリンフィル12人のチェリストたち東京公演」鑑賞、9日からの静岡県行幸啓、17日からの那須御用邸滞在の予定をそれぞれ取りやめた[220]。また9日には、宮内庁の河相周夫侍従長を通じ、岡山、広島、愛媛の各県知事に見舞いの気持ちを伝えた[221]。9月14日には岡山県倉敷市を、9月21日には愛媛県西予市と広島県呉市を訪問し、被災地の視察や慰問を行った[222][223]。

#### 内閣府
- 7月2日13時30分に情報連絡室、7月6日13時58分に情報対策室を設置[8]。
- 7月8日8時00分に非常災害対策本部設置[注 10]。
- 7月13日現在、11府県61市37町4村に災害救助法適用[225]。
- 7月13日現在、被災者生活再建支援法が、京都府[226]、兵庫県[227]、愛媛県[228]、広島県[229]、福岡県[230]、島根県[231]、岡山県[232]、岐阜県[233] に適用されている。

#### 警察庁
- 6月29日に災害対策室長を長とする災害情報連絡室を設置[8]。7月7日に警備局長を長とする災害警備本部へ、7月8日に警察庁次長を長とする非常災害警備本部へ改組[8]。
- 警察災害派遣隊の派遣を命じ、関東管区、中部管区及び近畿管区広域緊急援助隊（警備部隊）、 九州管区広域緊急援助隊（警備部隊）、特別自動車警ら隊及び特別機動捜査部隊が編成された[8]。

#### 消防庁
- 7月3日11時30分に応急対策室長を長とする消防庁災害対策室（一次応急体制）設置、7月6日9時に国民保護・防災部長を長とする消防庁災害対策本部（二次体制）へ、同日20時30分に消防庁長官を長とする消防庁災害対策本部（三次応急体制）へ移行した[8]。また、各地方自治体に消防庁職員を派遣した。
- 中国四国・東海の各ブロックの緊急消防援助隊、関東から九州にかけて航空小隊（消防防災ヘリ）の出動を要請した。愛知県大隊では、岡崎市消防本部に配備されている「レッドサラマンダー」を緊急消防援助隊として出動した[234]。

#### 気象庁
- 7月5日14時から臨時の記者会見を行い、「西日本と東日本では8日頃にかけて大雨となり、記録的な大雨になるおそれがある」と厳重な警戒を呼び掛けた。台風以外の気象現象で気象庁が事前に記者会見を開いて警戒を呼び掛けるのは異例であった[235][236]。また、防災ホットラインを活用して地方自治体との連絡を密にした[8]。
- 7月6日17時10分に災害対策本部設置[8]。

#### 海上保安庁
- 7月7日10時20分に本庁災害対策本部設置[8]。このほか、6月30日から7月4日にかけて各海上保安本部にも災害対策本部を設置した。7月9日6時45分現在、艦船のべ59隻、航空機のべ5機、リエゾン（災害対策現地情報連絡員）のべ68名で警戒対応[8]。このほか、航行警報を活用し情報提供を行った[8]。

#### 防衛省・自衛隊

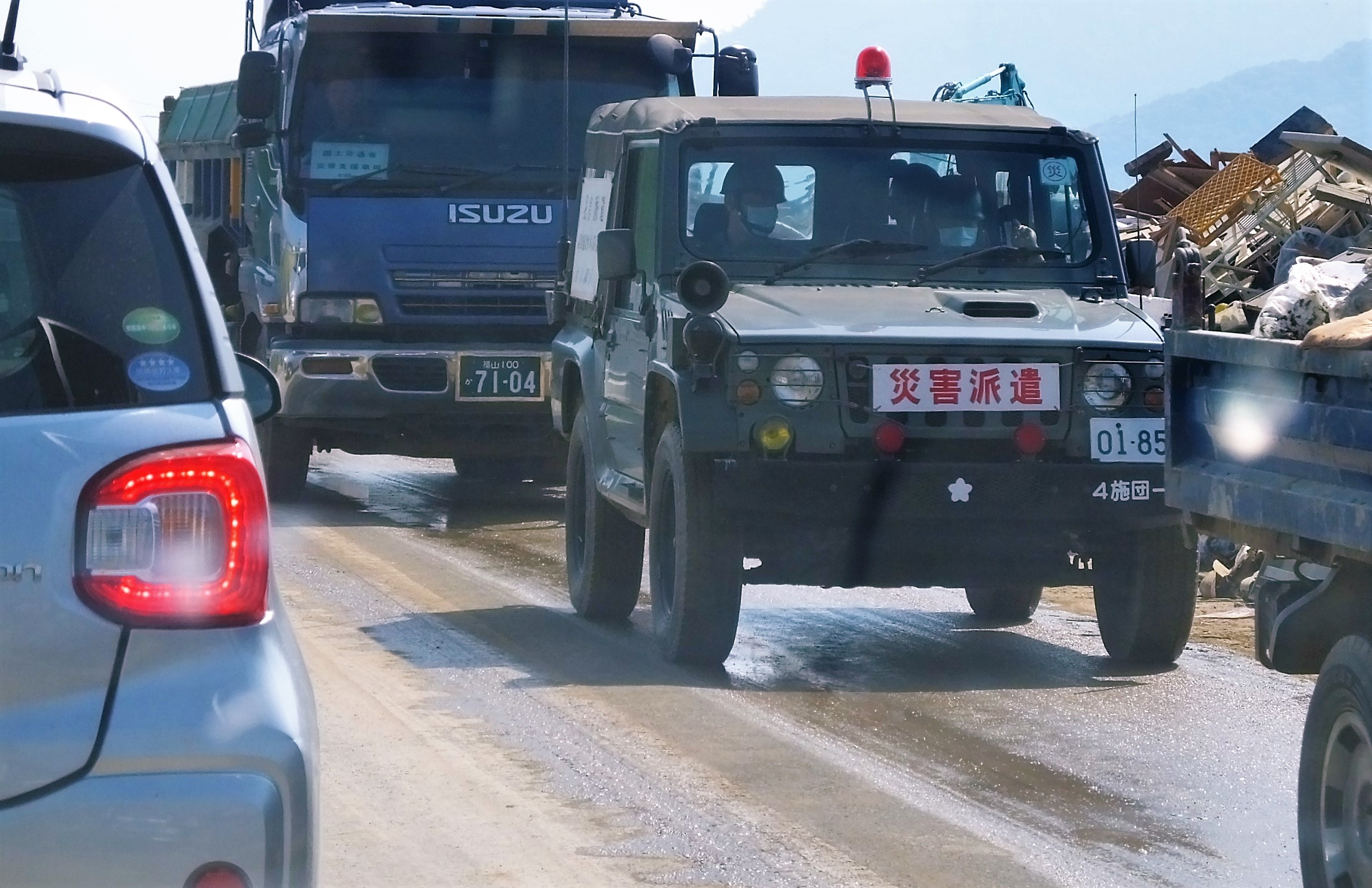
倉敷市真備地区で活動する自衛隊。

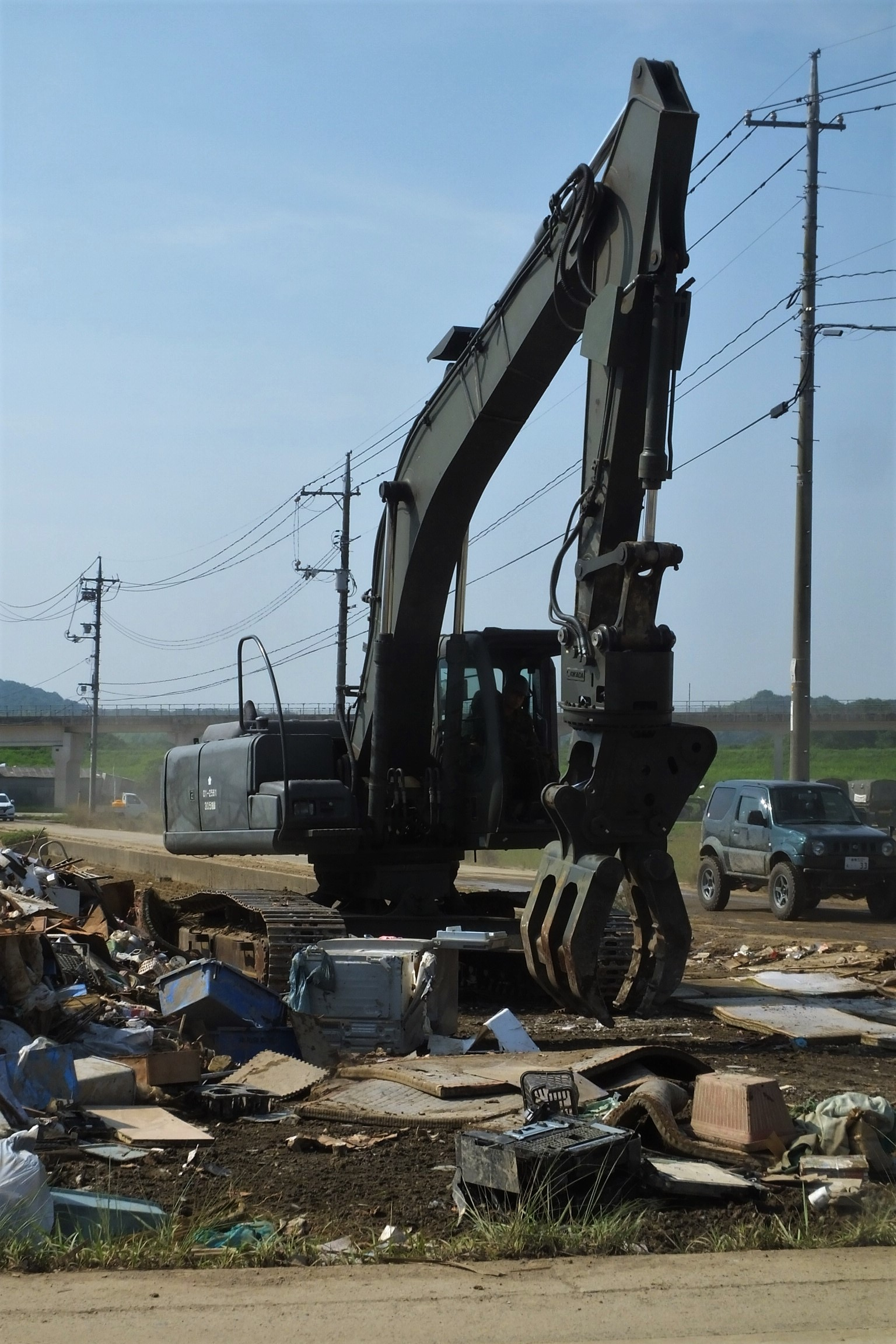
自衛隊によるがれきの撤去の様子（倉敷市真備地区）。

- 7月6日13時58分に防衛省災害対策連絡室を設置[237]。7月7日10時20分に防衛省災害対策室に改組、7月8日8時00分に防衛省災害対策本部に改組[237]。7月6日から7月8日にかけて、各府県知事より災害派遣要請が相次いだ[238]。
- 7月11日17時51分、即応予備自衛官の災害等招集命令に係る内閣総理大臣の承認（閣議決定）を受けて、防衛大臣から中部方面総監に対し、「平成30年7月豪雨に対する即応予備自衛官の災害等招集命令の実施及び出頭した即応予備自衛官の受入れに関する自衛隊行動命令」を発出した[238]。
- 7月15日より、PFI方式により契約している民間船舶「はくおう」を使用[239]。
- 7月30日23時30分をもって即応予備自衛官の招集を終了した[240]。
- 8月18日の岡山県からの撤収要請をもって全ての災害派遣を終了した[241]。

| 要請日時 | 要請元     | 要請先                     | 要請内容           | 撤収日時        |
| --- | ---------- | -------------------------- | ------------------ | --------------- |
| 7月6日1時10分 | 京都府知事 | 陸上自衛隊第7普通科連隊長  | 水防活動           | 7月6日7時05分   |
| 7月6日3時30分 | 高知県知事 | 陸上自衛隊第50普通科連隊長 | 孤立者の救助等     | 7月16日9時07分  |
| 7月6日9時56分 | 福岡県知事 | 陸上自衛隊第4師団長        | 人命救助           | 7月9日8時34分   |
| 7月6日18時35分 | 京都府知事 | 陸上自衛隊第7普通科連隊長  | 水防活動（再要請） | 7月6日23時30分  |
| 7月6日21時00分 | 広島県知事 | 陸上自衛隊第13旅団長       | 人命救助           | 8月14日10時30分 |
| 7月6日23時11分 | 岡山県知事 | 陸上自衛隊第13旅団長       | 人命救助等         | 8月18日12時00分 |
| 7月7日6時10分 | 京都府知事 | 陸上自衛隊第7普通科連隊長  | 人命救助           | 7月8日17時05分  |
| 7月7日6時10分 | 愛媛県知事 | 陸上自衛隊中部方面特科隊長 | 人命救助           | 8月15日21時00分 |
| 7月7日7時35分 | 山口県知事 | 陸上自衛隊第17普通科連隊長 | 人命救助           | 7月7日14時55分  |
| 7月7日9時42分 | 京都府知事 | 海上自衛隊舞鶴地方総監     | 人命救助           | 7月12日10時02分 |
| 7月8日5時00分 | 兵庫県知事 | 陸上自衛隊第3特科隊長      | 人命救助           | 7月8日17時45分  |
| - 活動規模：最大活動人員：約33,100人、活動艦船：28隻、活動航空機：38機、LO（連絡幹部）：最大74箇所に300人 - 実績：救助2284名、給水支援18,973.3t、入浴支援94,119名、給食支援20,950食、道路啓開:39.8 km, がれき処理:ダンプカー13,890台分など - 内閣府発表7月9日6時45分現在 及び防衛省発表8月18日12時00分現在 |            |                            |                    |                 |

#### 厚生労働省
- 7月8日に災害対策本部設置[8]。7月9日6時45分現在、11県で災害派遣医療チーム（DMAT）81 隊が活動中又は移動中、25 隊が待機中又は準備中[8] としている。 心のケアを担当する災害派遣精神医療チーム（DPAT）については広島県と岡山県が調整本部を設置。7月11日より被災地への派遣が全国初となるDHEAT（災害時健康危機管理支援チーム）の長崎県チームが岡山県倉敷市に派遣された[242]。

#### 総務省
- 7月3日、大臣官房総務課長を長とする災害警戒室を設置。7月8日、大臣官房長を長とする総務省災害対策本部へ改組[8]。
- 地方自治体へのリエゾン派遣、地方自治体人員応援のほか、携帯電話の貸し出し、地方公務員共済組合宿泊施設への被災者受入れなどを実施[8]。

#### 農林水産省
- 7月5日、農林水産省災害情報連絡室を設置。7月7日、農林水産省緊急自然災害対策本部へ改組した[8]。また、近畿、中国四国、九州農政局に災害対策本部を設置した[8]。
- 林野庁・水産庁・経営局など外局・内局より通知を出し、防災、被災者支援の情報を提供した[8]。

#### 経済産業省
- 発災直後の7月6日、特別相談窓口の設置、災害復旧貸付の実施、セーフティネット保証4号の適用、既往債務の返済条件緩和等の対応、小規模企業共済災害時貸付の適用を行った。
- 7月16日、支援・相談体制の整備、拡充、金融支援措置の拡充を行う等の更なる支援措置を講じる。
- 7月17日、豪雨の影響を理由とした取引解消を行わないなど、下請中小企業への配慮について、関係団体（1236団体）を通じ親事業者に要請。
- 7月24日付けで本災害が激甚災害に指定されたことを受け、中小企業信用保険の特例措置（災害関係保証の適用）、災害復旧貸付の金利引き下げを実施。
- 8月2日、「平成30年7月豪雨　生活・生業再建支援パッケージ」において、グループ補助金、持続化補助金、商店街補助金、資金繰り支援の拡充等、被災中小企業・小規模事業者に対する追加支援を発表した。一部の支援策については、8月3日に平成30年度（2018年度）一般会計予備費の一部の使用を閣議決定。

#### 国土交通省
- 7月3日6時40分に国土交通本省非常体制、7月6日5時0分に四国地方整備局非常体制、20時45分に中国地方整備局非常体制[243] をそれぞれ発令。
- 7月6日、国土交通省災害対策本部会議を開催[243]。
- 7月8日、第1回国土交通省非常災害対策本部会議を開催[243]。
- 7月9日現在、災害対策用ヘリ5機、排水ポンプ車などの災害対策用機械141台が稼働中[8] とし、TEC-FORCE（リエゾン含む）派遣等を実施中[8] としている。
- 7月8日から豪雨による大量の流木やごみが中部地方から九州の広範囲の海で確認されたため、中部地方整備局、近畿地方整備局、中国地方整備局、四国地方整備局、九州地方整備局の保有する海洋環境整備船「いしづち」等で一般航行船舶の安全確保のため回収を実施[244][245]。

#### 環境省
- 7月6日、全都道府県に対して災害廃棄物への対処に関する事務連絡を通知[246]。

#### 地方公共団体
- 特に被害の大きかった岡山県、広島県、愛媛県の自治体職員のうち、7月の時間外労働が過労死ラインを上回る月100時間以上を超えた者の数が2768人にも上った[247]。

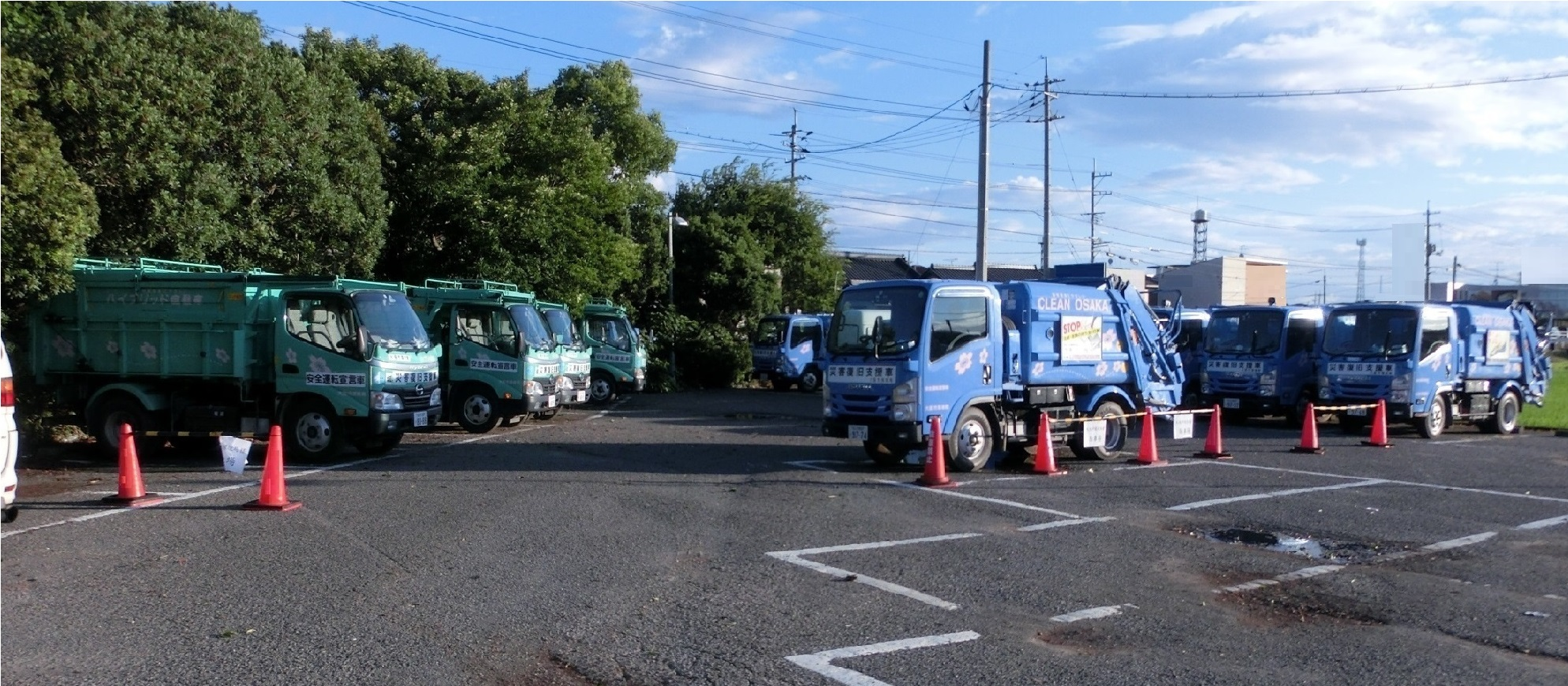
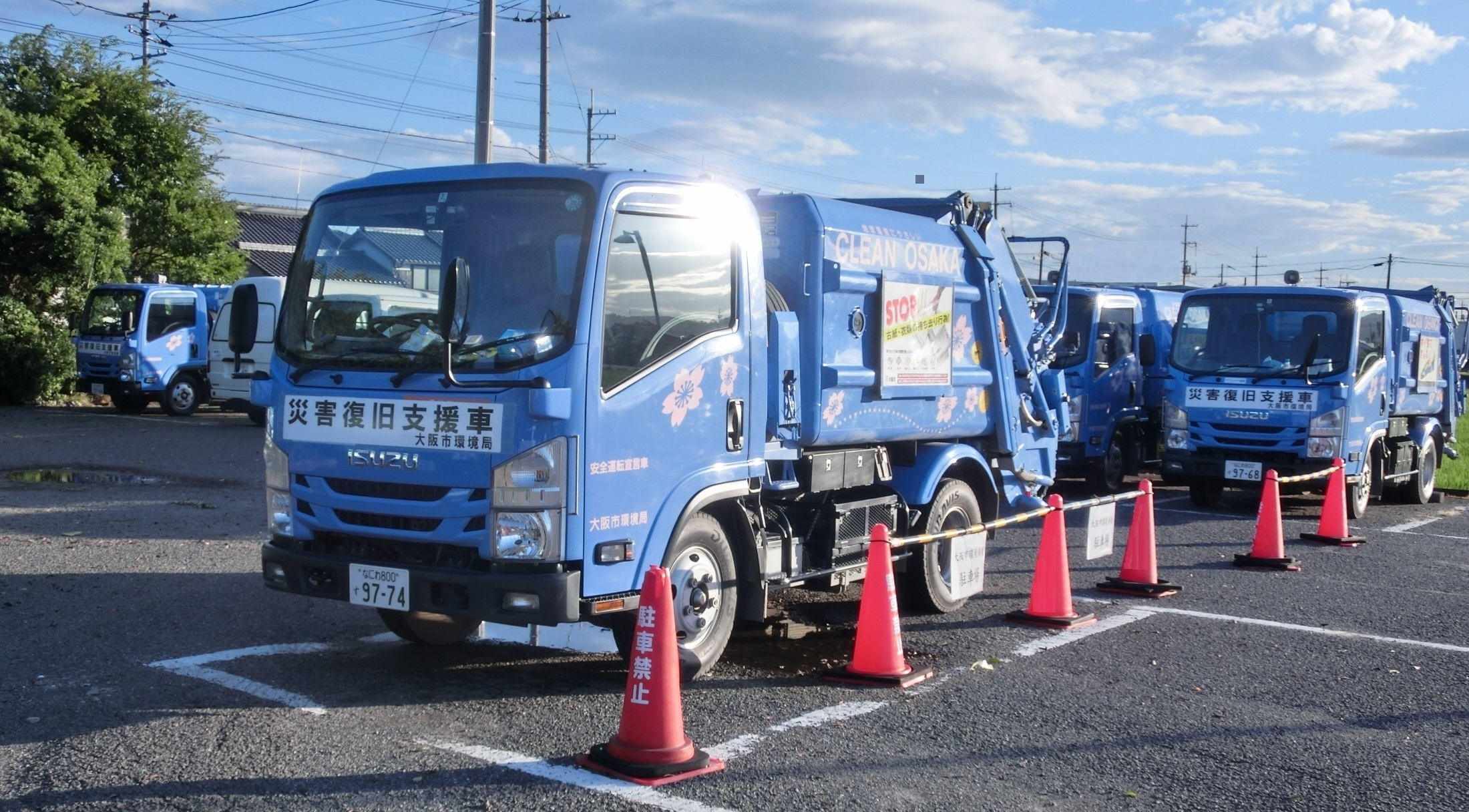
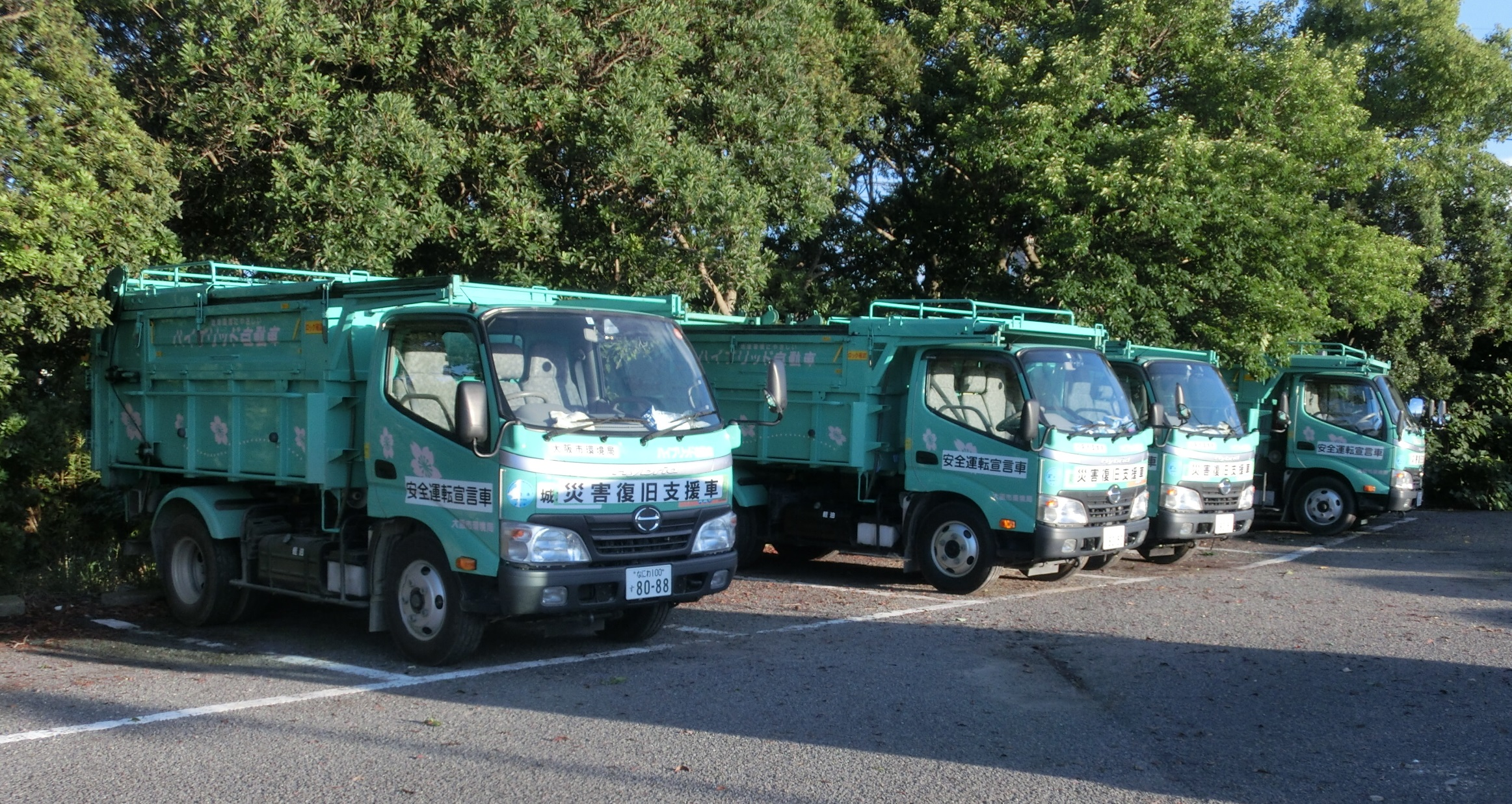
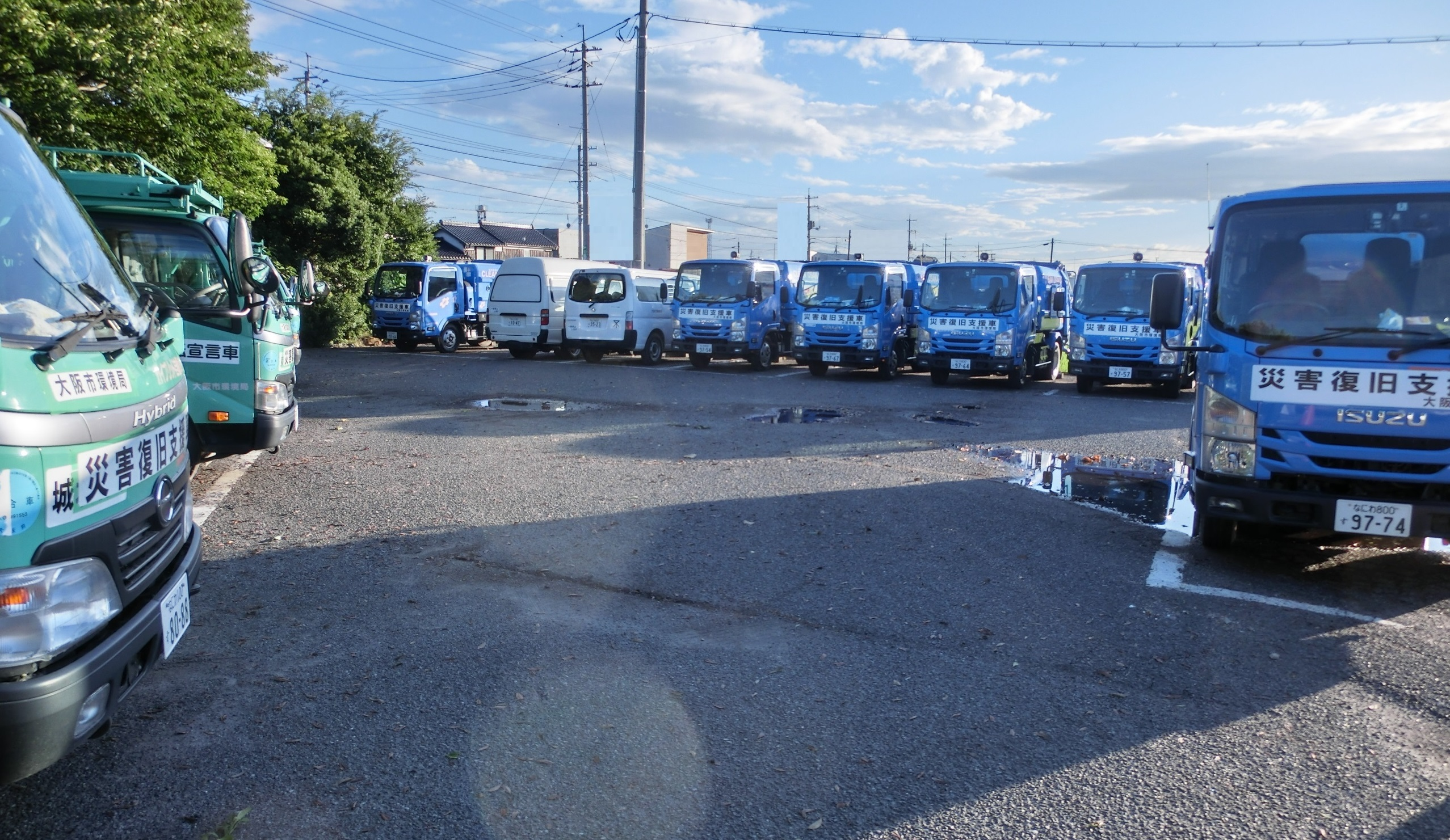
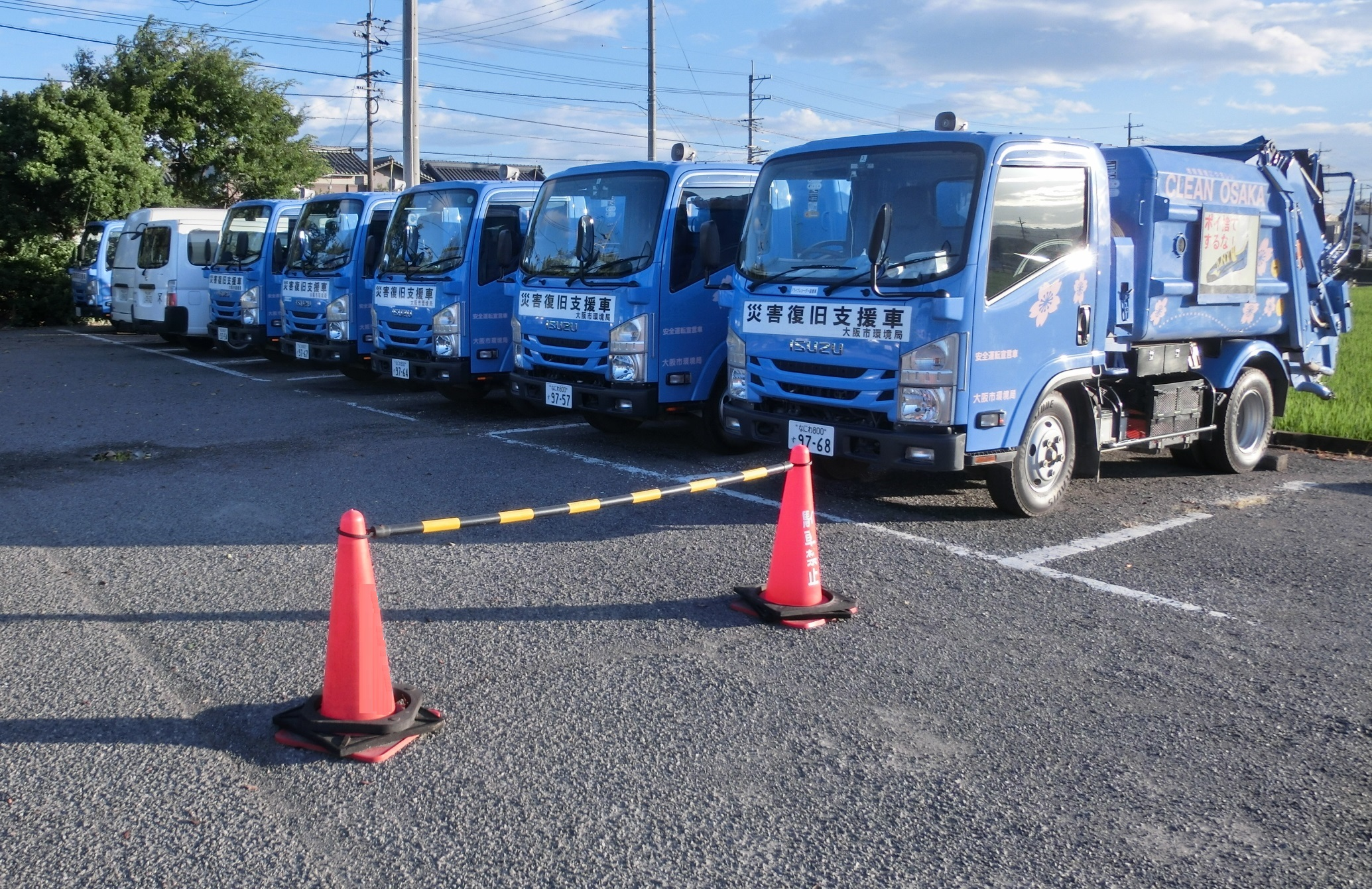

## 関連する犯罪・問題行為
- 岡山県では被災地や避難所を狙ったとみられる事件が相次ぎ、岡山県警察は23日朝までに被害届7件を受理し下記の2件を摘発した（未遂を含む）[248]。
  - 被災し無人となっていた高梁市のコンビニエンスストアからATMを破壊し現金を盗もうとしたとして、3人の男が窃盗未遂容疑で岡山県警察に逮捕された[249]。
  - 倉敷市では駐車場に停められていた乗用車からタイヤを盗もうとしたとして男2人が岡山県警察に逮捕された。2人は「（豪雨の）被災地でタイヤを盗もうと（同市）真備町に行ったが、人が多かったので諦め、場所を変更した」と供述[250]。
- 岡山県・広島県・愛媛県の被災3県においては、子供の心身の変調を県や児童相談所に訴える保護者が現れた。倉敷市では被災した子供には「暴言、暴力がひどくなった」との相談もある。その子供の中には発達障害の症状も多く、倉敷市の児童相談所では「周りの環境が落ち着くにつれ、心の状態が変化した可能性がある。保護者は動揺せずに変化を受け止め、対応してほしい」と述べている[251]。
- 高知県の大豊町議会の三谷幸一郎議員が18日、ボランティア先の倉敷市真備町で避難所の小学校に知人と共に宿泊させるよう同校の校長に迫るトラブルを起こしていたことが判明した。三谷議員と知人の4人は校長から宿泊を断られ一旦その場を離れたが飲酒後に再び同校への宿泊を迫り、警察官も加わり押し問答となった。最終的に校長が宿泊を許可し、4人は校舎の廊下に宿泊した。トラブルについて把握した大豊町の岩崎憲郎町長と佐藤徳治町議会議長は26日、同校を訪れ校長に謝罪した。三谷議員は事実を認め、8月2日に議員を辞職した[252][253]。

## 支援活動
通信事業大手三社のKDDI・ソフトバンク・NTTドコモは7月7日に岡山県・広島県内において、さらに8日午後には愛媛県内でも災害時公衆無線LAN「00000JAPAN」を開放した。なお、災害用伝言板は同年6月18日に発生した大阪府北部地震に伴い、既に開設されている状況であった。
神戸市に事務局を置く一般社団法人神戸国際支縁機構 (KISO) は、7月8日午後から、岡山県倉敷市の倉敷市立第二福田小学校にて炊き出しや傾聴ボランティアを行っている。
日本赤十字社では7月9日に、翌10日より豪雨被災地への義援金の寄付の受付を開始することを発表した。日本財団も同日9日に日本財団ビル2階に位置する大会議室で緊急記者会見を開催し、その席上で各種の支援策を発表し、当日の記者会見終了と同時に寄付金の受付を開始している。
日本航空では7月10日から7月31日までの間、被災者に対する支援として災害支援者への搭乗協力（復興支援者の無償搭乗）、救援物資の輸送協力（支援物資の無償輸送）、義援金500万円の寄付及びJALチャリティ・マイルによるマイル寄付の募集を行う。
7月11日、ニッポン放送と山陽放送（RSK）は岡山県の被災者支援のため携帯ラジオ200台を無償で提供する。これは同日開かれたニッポン放送の社長定例会見の中で発表され、ニッポン放送側が用意したラジオを、RSKを通じて被災地に提供することとしている。
ジャパネットホールディングスは7月13日にテレビ・ラジオ・インターネット通販で防災グッズを販売し、売上全てを西日本豪雨と大阪府北部地震の被災地に寄付すると発表した。最終的な寄付金額は約1億5500万円。
AKB48グループは7月13日に、東日本大震災をきっかけに2011年3月24日から行っている『「誰かのために」プロジェクト』の被災地支援の対象に加え、義援金を寄付することを発表した。
7月14日には、当時開催期間中であったボートレースの第23回オーシャンカップ競走に出場していた全52名のボートレーサーが、1レーサー当たり1万円=総額52万円を、その出場者の1人である平田忠則が代表して集めた上で北九州市公営競技局を通して日本財団に寄付した。
ジャニーズ事務所所属のアイドルグループ・嵐も2011年の東日本大震災以降毎年開催しているイベント「嵐のワクワク学校」の収益から、広島・愛媛・岡山の3県に対し義援金1億5000万円（各県5000万円）を寄付した。7月21日に松本潤が広島と愛媛を、7月23日に二宮和也が岡山を、それぞれ訪問し被災者を慰問したほか、それぞれの知事に義援金ならびに救援物資を寄付した。なお、ジャニーズ事務所は今回の災害における支援のため『Smile Up!Project』を立ち上げ、所属するタレントやアイドルを現地に派遣する活動を開始。
奥田民生は弾き語りライブ「カンタンヒキガタビレ」の開催を急遽決定し、イベントの収益と会場で募る予定の樽募金の全額を寄付することを発表した。
ゆずも「うたエール」の弾き語りバージョンを急遽録音し音楽配信サイトで配信、収益金を全額被災地の支援金として寄付する。
上方落語協会は8月にチャリティー落語会を開催し、収益を全額寄付すると発表した。
読売ジャイアンツは、高橋由伸監督以下、選手32人が昨季の「橙魂2017」で着用したオレンジユニホームに各々の直筆サインを入れたものを同月17日からオークションサイト「ヤフオク!」に出品。その落札額を全額、被災地で救援・復旧活動を行っているボランティアグループやNPOを支援する基金に寄付するチャリティオークションを開催。
YOSHIKI、加山雄三、黒田博樹、前田健太 が1000万円の寄付を行った。
認定NPO法人ピースウィンズ・ジャパンは災害発生直後から現地に入り、岡山県・広島県でレスキュー活動、避難所支援、物資支援、医療支援などを2019年2月現在に至るまで続けている。
広島県庁ではサンフレッチェ広島協力の元、『広島県「復興支援PR動画」』を制作し8月31日-12月31日の期間限定でYouTubeの広島県観光課アカウントにて公開した。サンフレッチェ広島のホーム戦や広島県観光WEBサイトの関連箇所で活用する。また、8月20日からは「行ける広島県」のサイトを開設し、広島県内のアクセス・観光が可能なことのアピールに努めている。
サザンオールスターズも2018年8月に発売するベスト・アルバム『海のOh, Yeah!!』の利益の一部を義援金として寄付している。
西日本豪雨復興応援アート展を広島県の被災地出身クリエーター、東きゆう、むかいあぐるが呼びかける。賛同した漫画などのクリエーターが集まり2019年1月より大和ミュージアム（呉市宝町）で行われ、巡回展が開催されている。被災地への応援、観光アピールとともに募金を募り全額寄付などの活動を続けている。のむらしんぼ、東風孝広、エサカマサミ、那波マオ、田中光、原明日美、森チャック、葉月かなえ、今井大輔、御茶漬海苔、丘上あい、フクシマハルカ、夏目義徳など多数の著名作家が参加している。

呉線代行バス運行に際し、応援として近畿エリアの貸切バス事業者が多数参加したほか、九州エリアからも昭和自動車や堀川観光バス等の事業者が代行バス輸送に加わった。8月からは、追加としてJR西日本の要請を受けたジェイ・アール北海道バスが貸切車2台を派遣した。
その他、以下の企業・団体及び個人が義援金を寄付している。
- サントリーホールディングス：9億円[285]
- イズミ：8億円[286]
- マツダ：1億円[287][注 11]
- アパグループ：1億円[289]
- ストライプインターナショナル：石川康晴社長が1億円[290]
- 三菱UFJ：3100万円[291]
- 三菱重工業：3000万円[292]
- 三菱電機：2000万円[292]
- 三菱自動車：2000万円[293]
- 東日本高速道路：SA・PAでの募金活動やグループ会社を含む社員から集まった寄付金と会社の義援金を合わせた1378万196円[294]
- 中日本高速道路：グループ会社を含む社員からの寄付金と会社の義援金を合わせた約1345万円[295]
- 島津製作所：1000万円[296]
- 宝ホールディングス：1000万円[296]
- 京セラ：1000万円[297]
- 日本ペイントホールディングス：1000万円[298]
- パナソニック：1000万円[299]
- 中国信託商業銀行（台）：東京スター銀行と合わせて1000万円[300]
- 日本サッカー協会:1000万円[301]
- JRA：日本調教師会、日本騎手クラブと共に1600万円[302]
- 埼玉県浦和競馬組合：7月17日に実施した被災者支援レースの売上金の5%及び浦和競馬場内に設置した募金箱で集めた義援金合わせて389万3346円[303]
- 日本プロ野球選手会：1200万円[304]
- 広島東洋カープ：球団、監督、コーチ、選手会からの1000万円、募金活動で集めた金額1470万円[305]
- 中日ドラゴンズ：選手会が中心に行った募金活動で集まった465万1491円+球団と株式会社ナゴヤドームがそれぞれ用意した100万円を合計した665万1491円[306]
- 東京ヤクルトスワローズ：募金活動で集まった寄付金と球団からの義援金を合わせた300万円を、球団が秋季キャンプ地として使用する松山市ならびに愛媛県に寄付[307]
- 阪神タイガース：募金活動で集まった寄付金と球団からの義援金を合わせた500万円[308]
- 埼玉西武ライオンズ：募金活動で集まった126万6048円[309]
- 千葉ロッテマリーンズ：募金活動で集まった45万9296円と、球団からの義援金100万円を合わせた145万9296円[310]
- オリックス・バファローズ：募金活動において集まった42万1653円の義援金+球団からの義援金100万円[311]
- 川崎フロンターレ：1000万円[312]

## 世界各国の反応
- 韓国駐日大使の李洙勲は23日、外務省で当時の外務大臣の河野太郎と会談し、「被災地域が早く幸せな日常生活を取り戻せるよう祈念しています。厳しいときだからこそ、助け合うのは隣国として当然だと思います」と表明し、義援金100万ドル（約1億1000万円）の目録を手渡した[313]。
- 中国国務院総理の李克強は10日、当時内閣総理大臣の安倍晋三宛てに慰問電報を打電し被害を受けた日本の人々に慰問の意を表すと共に、災害を克服し故郷の再建を進めて行けるよう祈念した[314]。7月13日、駐日中国大使の程永華ほか及び在日中国企業の代表から総務大臣の野田聖子に対し、約2,480万円の義援金の目録が渡された[315]。
- 台湾総統の蔡英文が7月7日、「台湾でも豪雨被害は頻発しており、我々もその被害の深刻さを身をもって経験しています。台湾は日本が必要とするあらゆる支援を行う用意があります」と日本語でTwitterに投稿した[316]。7月9日には外交部が災害支援のために2,000万円を寄付することを表明した[317]。
- イラン外務省報道官のバフラム・ガーセミーは8日、日本の豪雨による犠牲者の遺族に哀悼の意を、そして被災者へのお見舞いの言葉を表明した[318]。
- トルコのレジェップ・タイイップ・エルドアン大統領から8日、安倍に宛てて被害へのお見舞いとお悔やみのメッセージが届けられた。その中でエルドアン大統領は、「災害により受けた傷が癒されるために必要と思われるあらゆる支援を行う準備が整っています」と述べた。同国のチャウショール外相も「広島県の洪水でお亡くなりになったおよそ60人の方につきまして、ご遺族並びに日本政府に心から追悼の意を表します。負傷された方々の迅速な回復をお祈り申し上げます」と日本語でTwitterに投稿した[319]。
- シンガポール首相の李顯龍は8日、安倍宛てに公文を送り、西日本の水害及び山崩れ対しお見舞いを表明し、シンガポール政府を代表し日本国、被害者とその家族に哀悼の意を表した[320]。
- ヨーロッパ連合（EU）：当時委員長のジャン＝クロード・ユンケルは9日、安倍との電話会談の席上、今般の豪雨災害に対してお見舞いの言葉を述べた[321]。
- セルビアセルビア大統領のアレクサンダル・ヴチッチも9日、天皇宛に公文を送り西日本豪雨の被害に対してお悔やみとお見舞いの言葉を述べた。その中でヴチッチ大統領は、「我々は日本の友邦としてあらゆる支援を行う準備があります。2014年に我が国を襲った水害に対し、日本から受けた支援は忘れていません」と述べた[322]。これを受け、12日には同国政府が約6500万円の義援金送付を決定した[323]。
- チベットチベット亡命政府のダライ・ラマ14世も9日、安倍への書簡で、被災地へのお悔やみとお見舞いの言葉を述べた。また、悲しみを癒やすための方策として般若心経の朗唱を勧めている[324]。
- フィリピンフィリピン大統領のロドリゴ・ドゥテルテは9日、大統領官邸で開かれた第27回閣僚会議で、医薬品を含め支援を送ることを決定した[325]。
- フランス大統領のエマニュエル・マクロンは10日、安倍との電話会談の席上、西日本豪雨に対するお見舞いを安倍に伝えた[326]。
- アメリカ合衆国アメリカ大統領のドナルド・トランプは14日、岡山へ向かう安倍をリツイートする形で被災者に祈りを捧げ、哀悼の意を表明した[327]。
- タイ王国タイ首相のプラユット・チャンオチャは16日、駐タイ日本大使と首相府で面会し、西日本豪雨への義援金として約1700万円を寄付、復興を祈念した[328]。「タイ赤十字 苦難の時に頼れる友のボランティア基金」から日本赤十字社に対し、200万バーツ（約660万円）の義援金が寄贈された[329]。

## 慰霊・追悼
被災地では、犠牲者の慰霊・追悼が行われている。

## 今後の防災・減災に向けた取り組み
被災したインフラの復旧に続いて、自治体や日本政府が堤防のかさ上げなどの対策を検討・実施している。
豪雨とその被害の分析・研究も進められており、国土交通省中国地方整備局は広島大学と「防災・減災対策に関する覚書」を2019年1月10日に結んだ。また氾濫が起きた肱川（愛媛県）でダム放流情報が下流の自治体・住民に伝わらなかった問題への検証が行われた。
このほか、被災地に残されていた過去の災害伝承が改めて注目された。
本豪雨をきっかけに、「大雨警戒レベル」の運用を開始した。